# Biserica reformată din Luna de Sus
Biserica reformată din Luna de Sus este un monument istoric aflat pe teritoriul satului Luna de Sus; comuna Florești.

## Localitatea
Luna de Sus, colocvial Lona, (în maghiară Magyarlóna, în germană Lona, Deutschdorf) este un sat în comuna Florești din județul Cluj, Transilvania, România. Prima menționare documentară este din anul 1298, sub numele de villa Louna, iar în 1332 apare cu denumirea Lona.

## Biserica
Biserica a fost construită probabil în secolul al XIII-lea, de coloniștii sași catolici. După mai multe transformări a ajuns la aspectul actual, păstrând și câteva părți originale, inclusiv portalul sudic. Turnul bisericii a fost construit în anul 1802. Tavanul format din 120 casete, corul și decorul băncilor au fost realizate de Umling Lőrinc în anul 1752. Pe emblema centrală a coroanei amvonului se poate descifra anul 1750. Orga a fost realizată în anul 1826 la Oradea, în atelierele renumitei fabrici Orszagh. În același an a fost construit și corul unde a fost montat instrumentul. În biserică, sub stratul de var, au fost descoperite fresce în anul 2009 de istoricul de artă clujean Weisz Attila, lucrările de restaurare începând doi ani mai târziu.

## Imagini din exterior

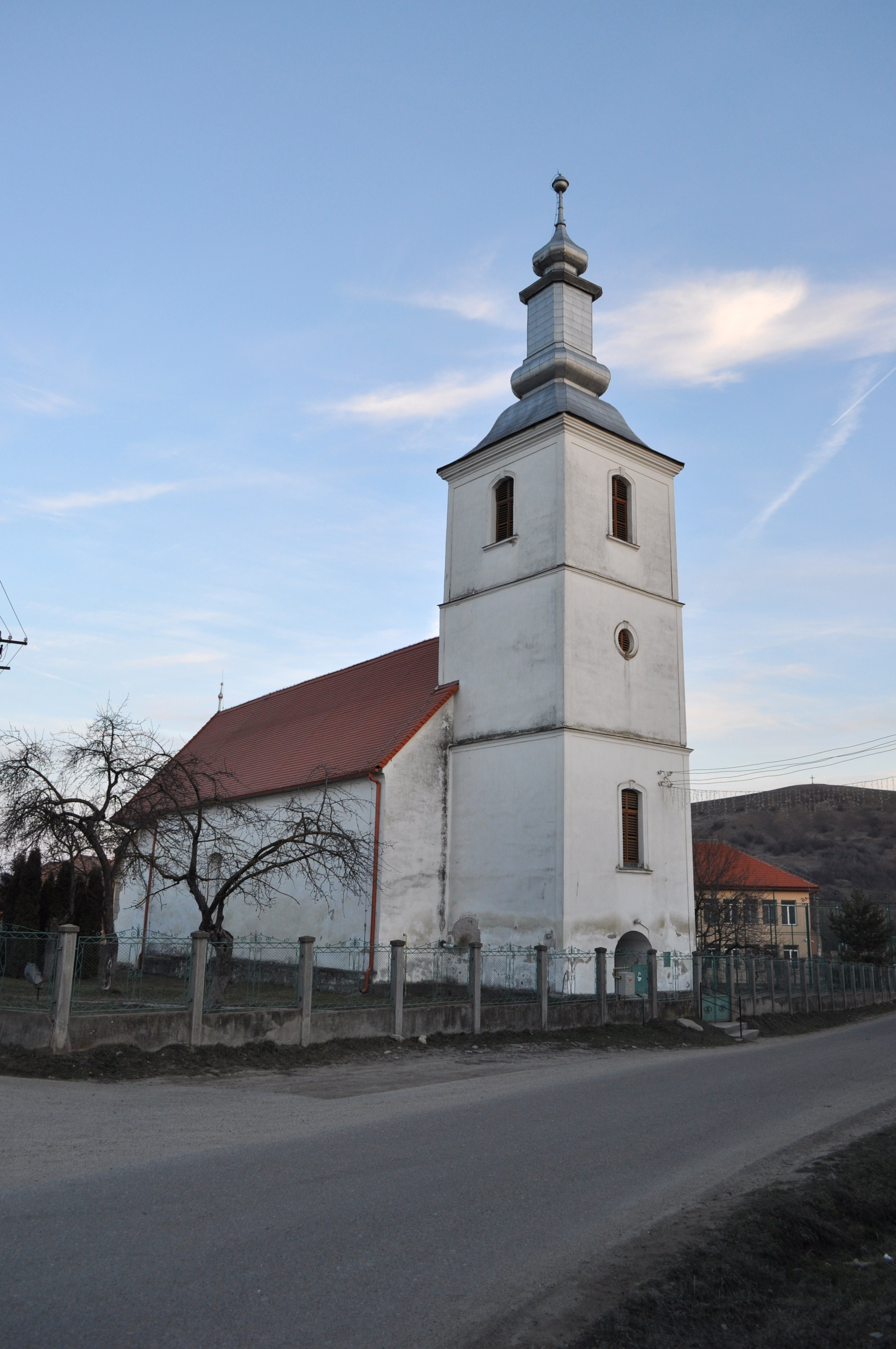
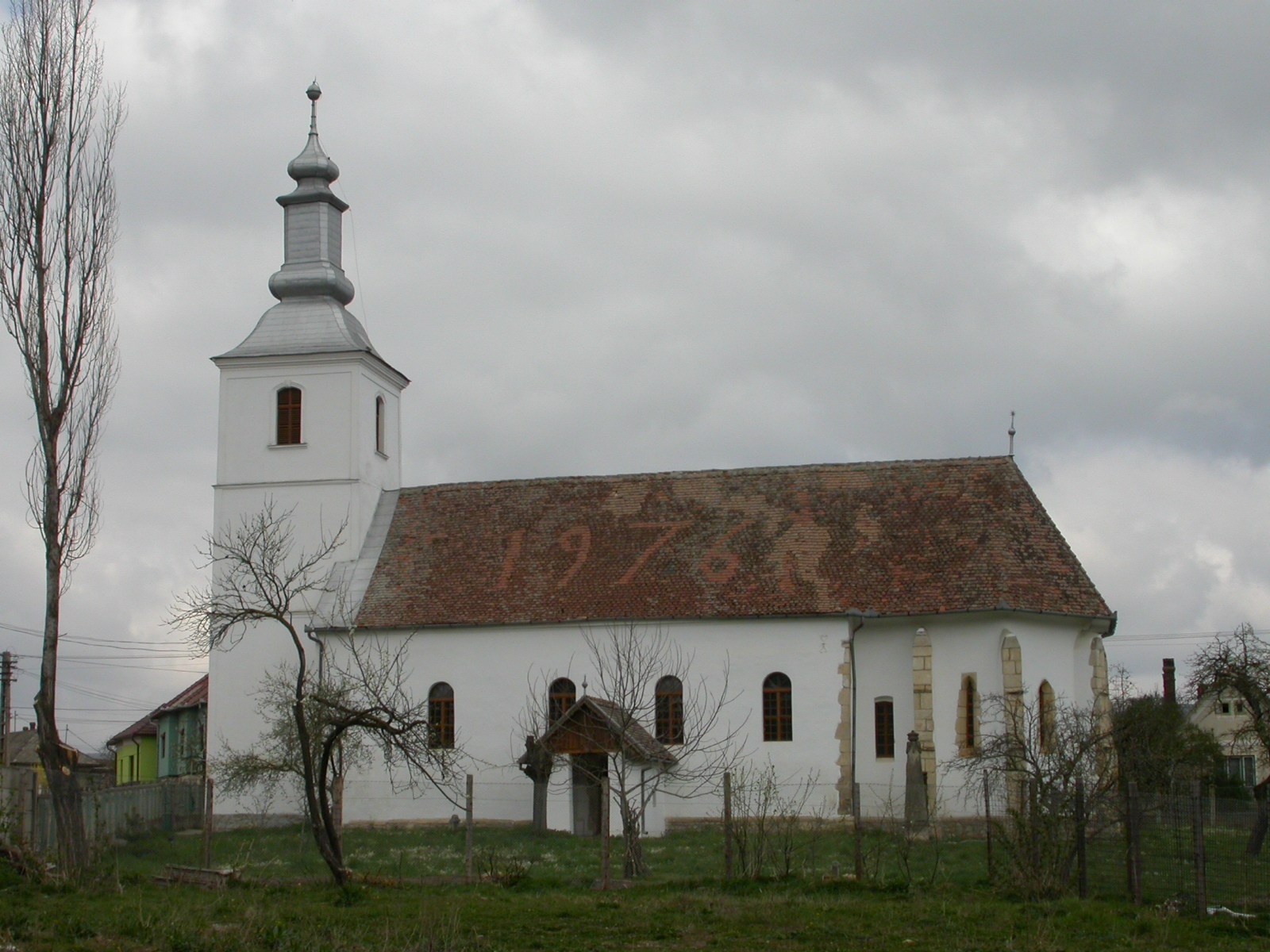
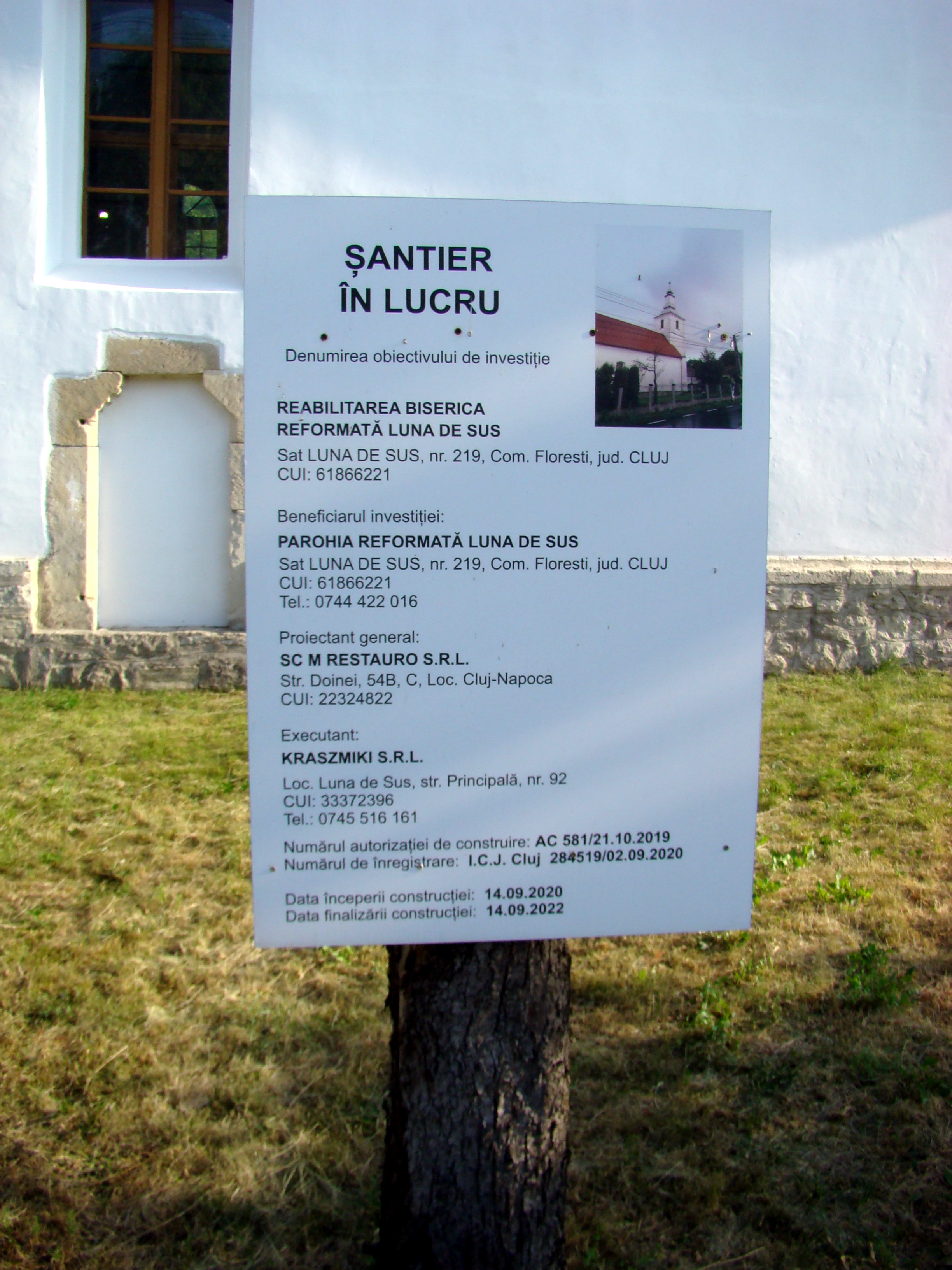
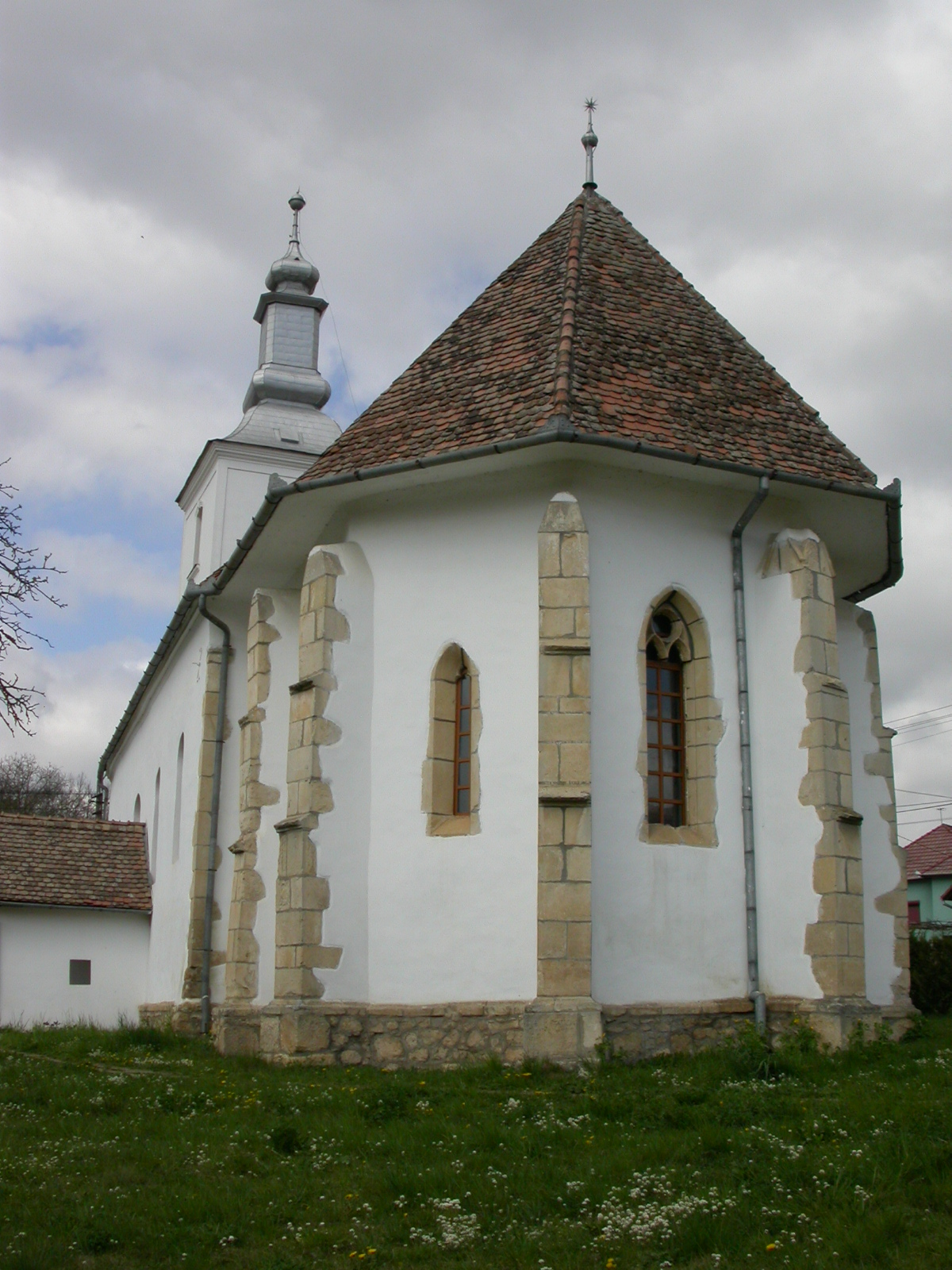
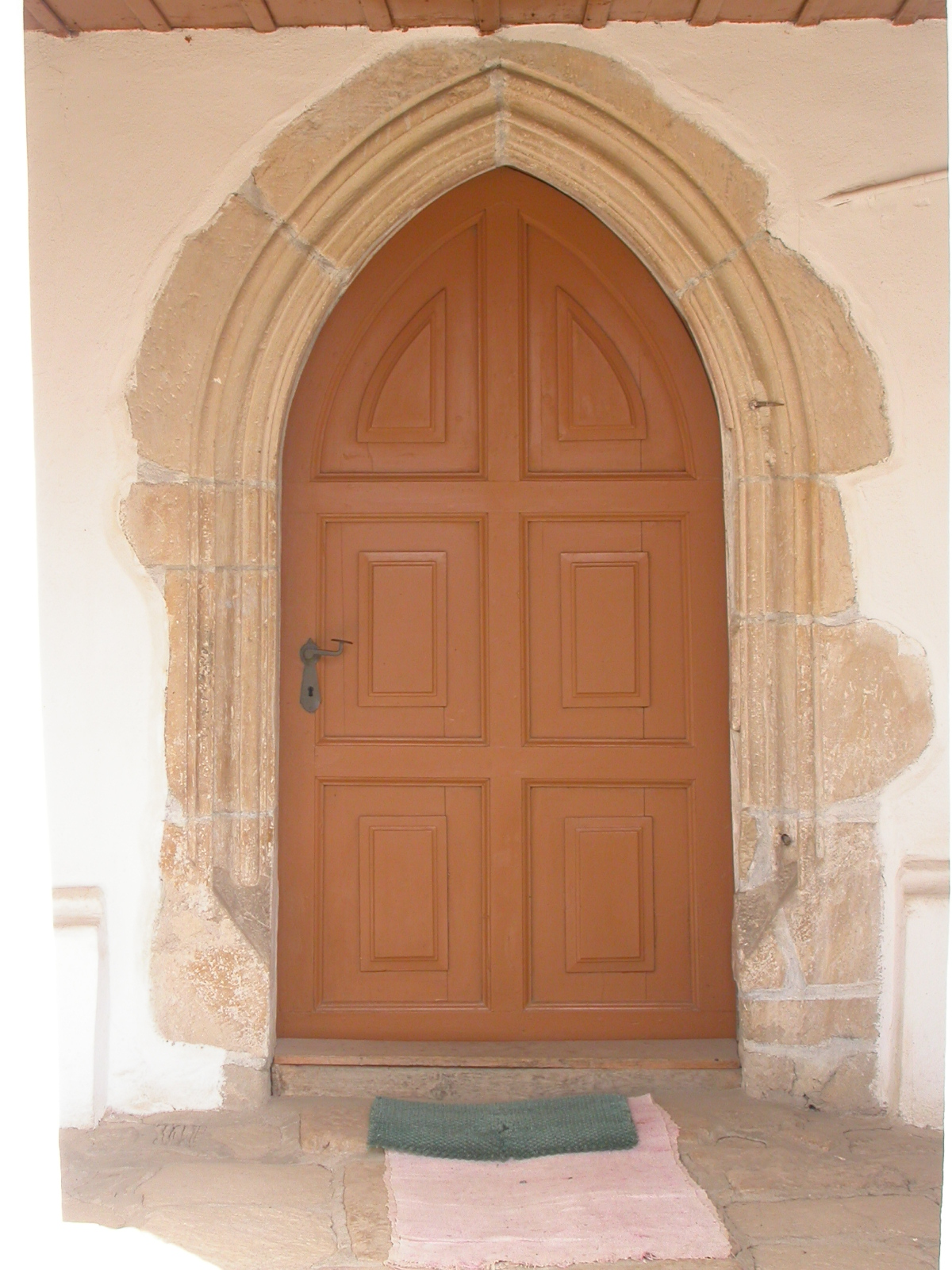
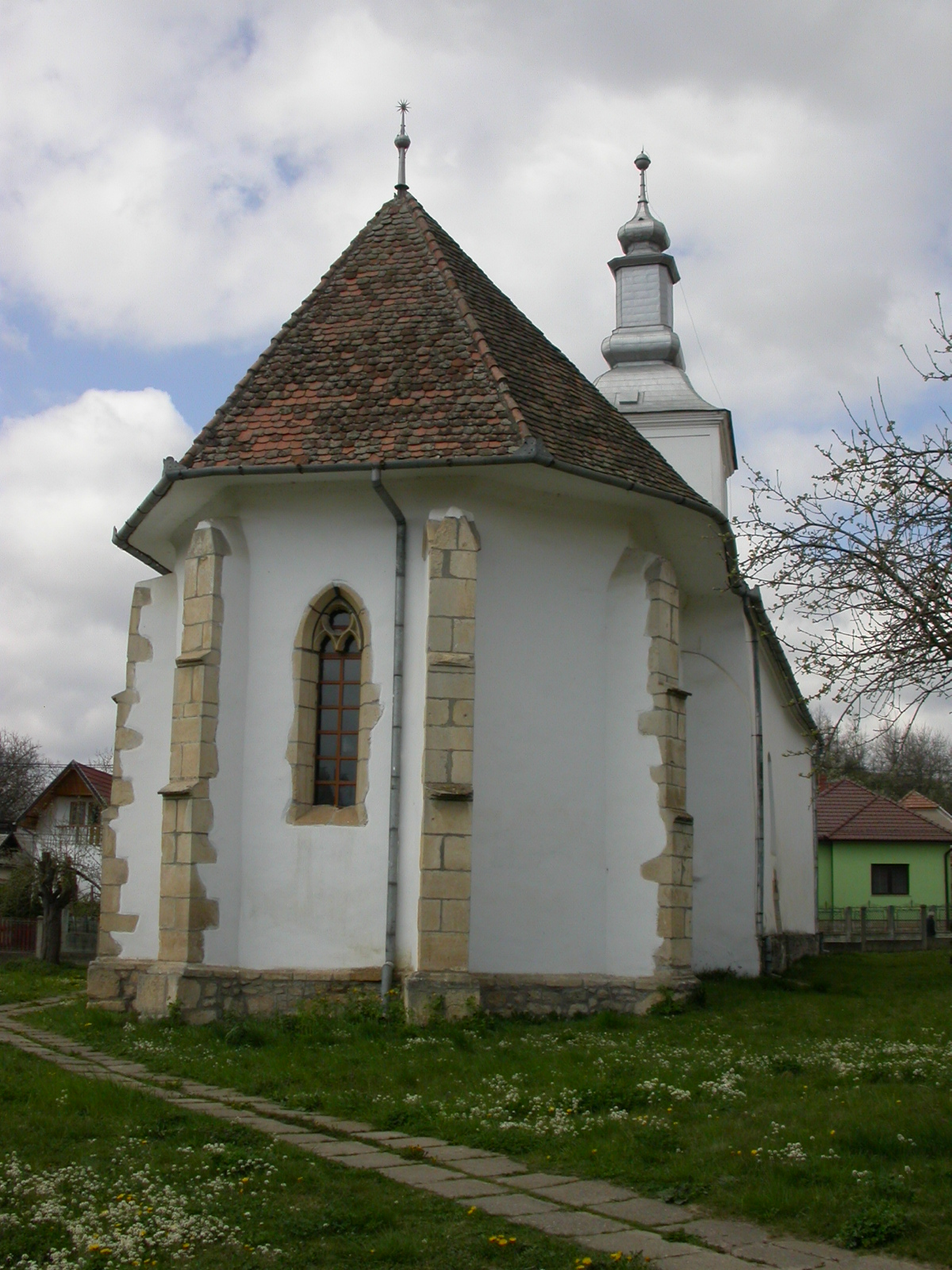
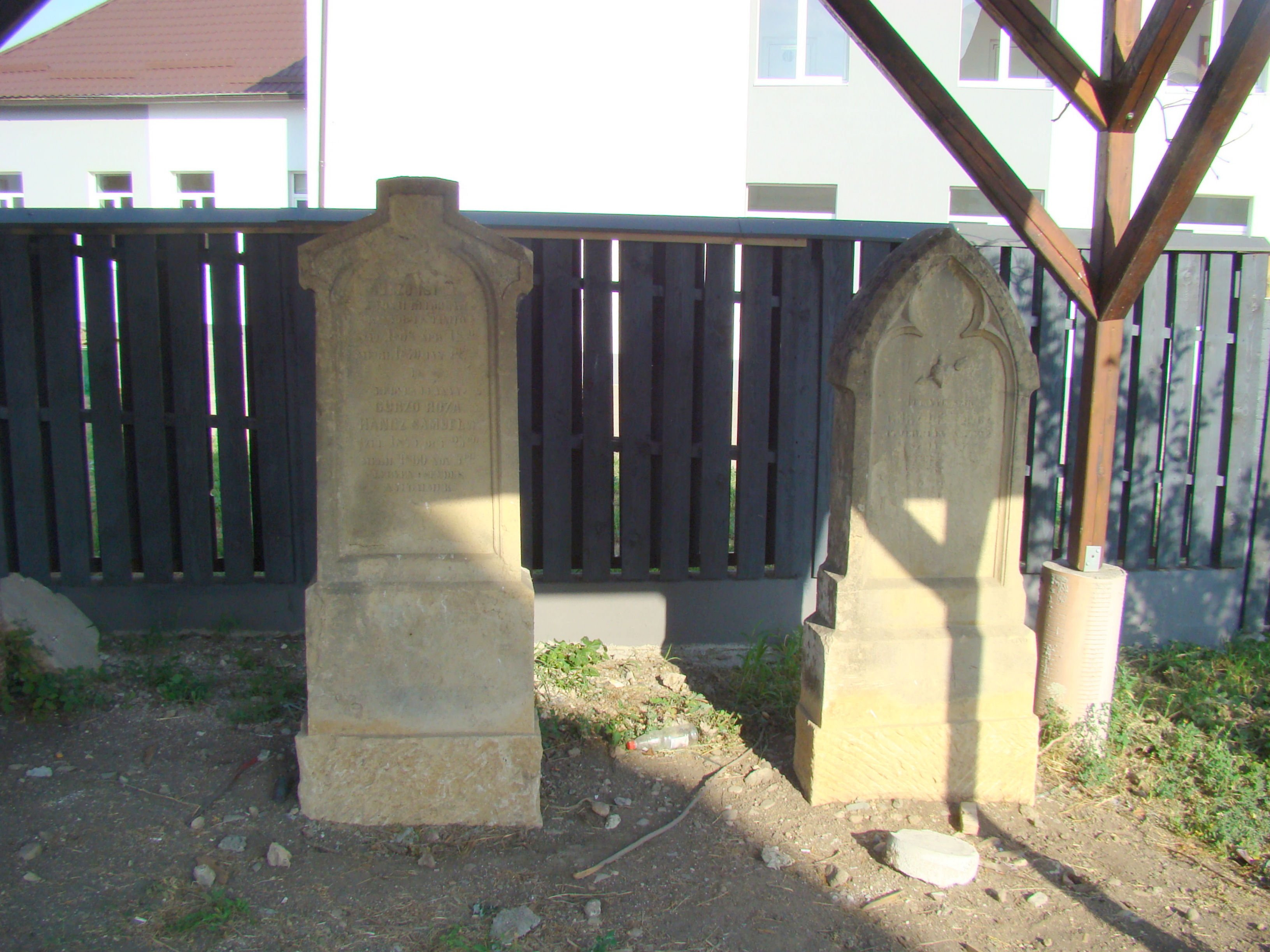
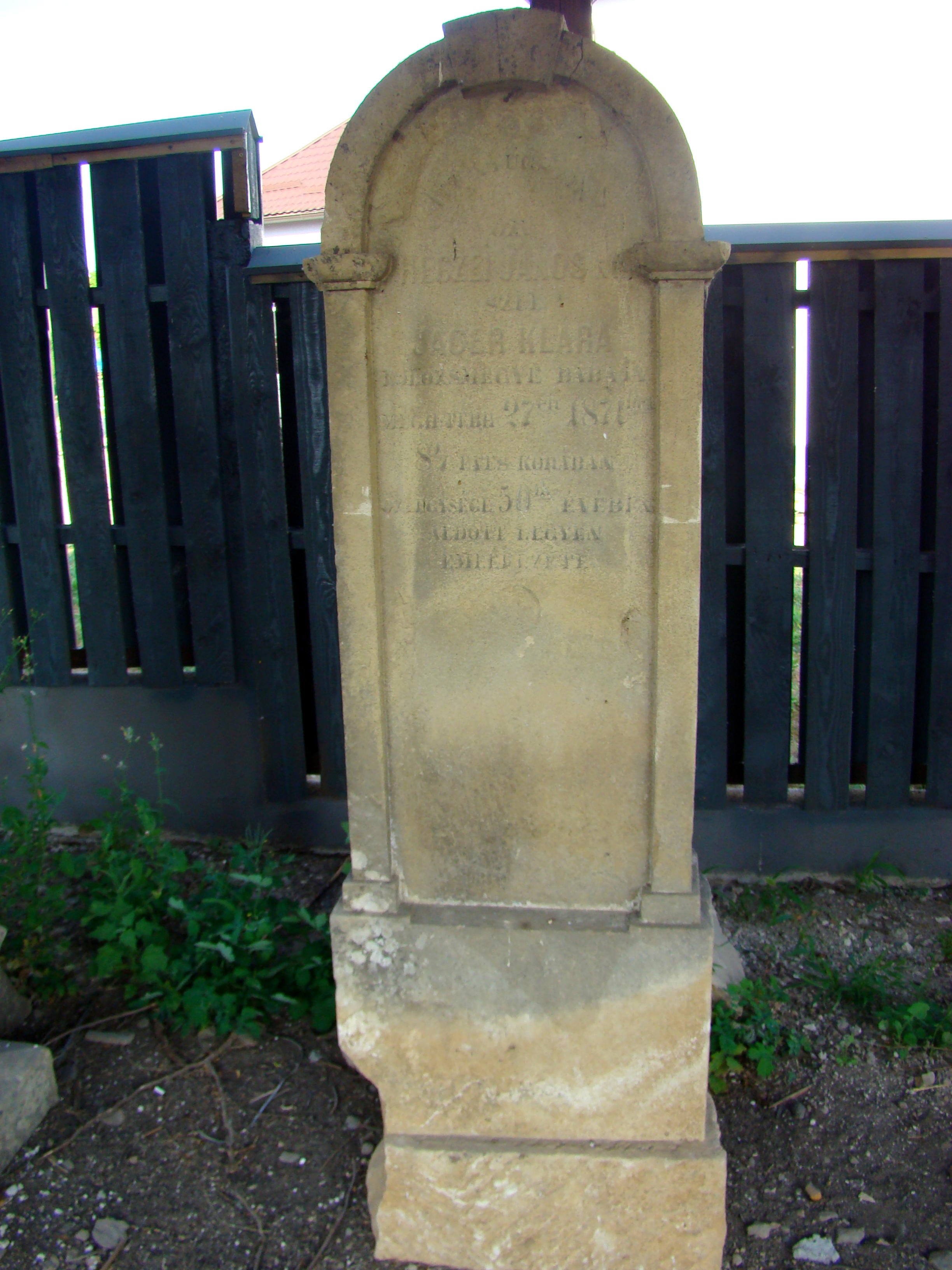
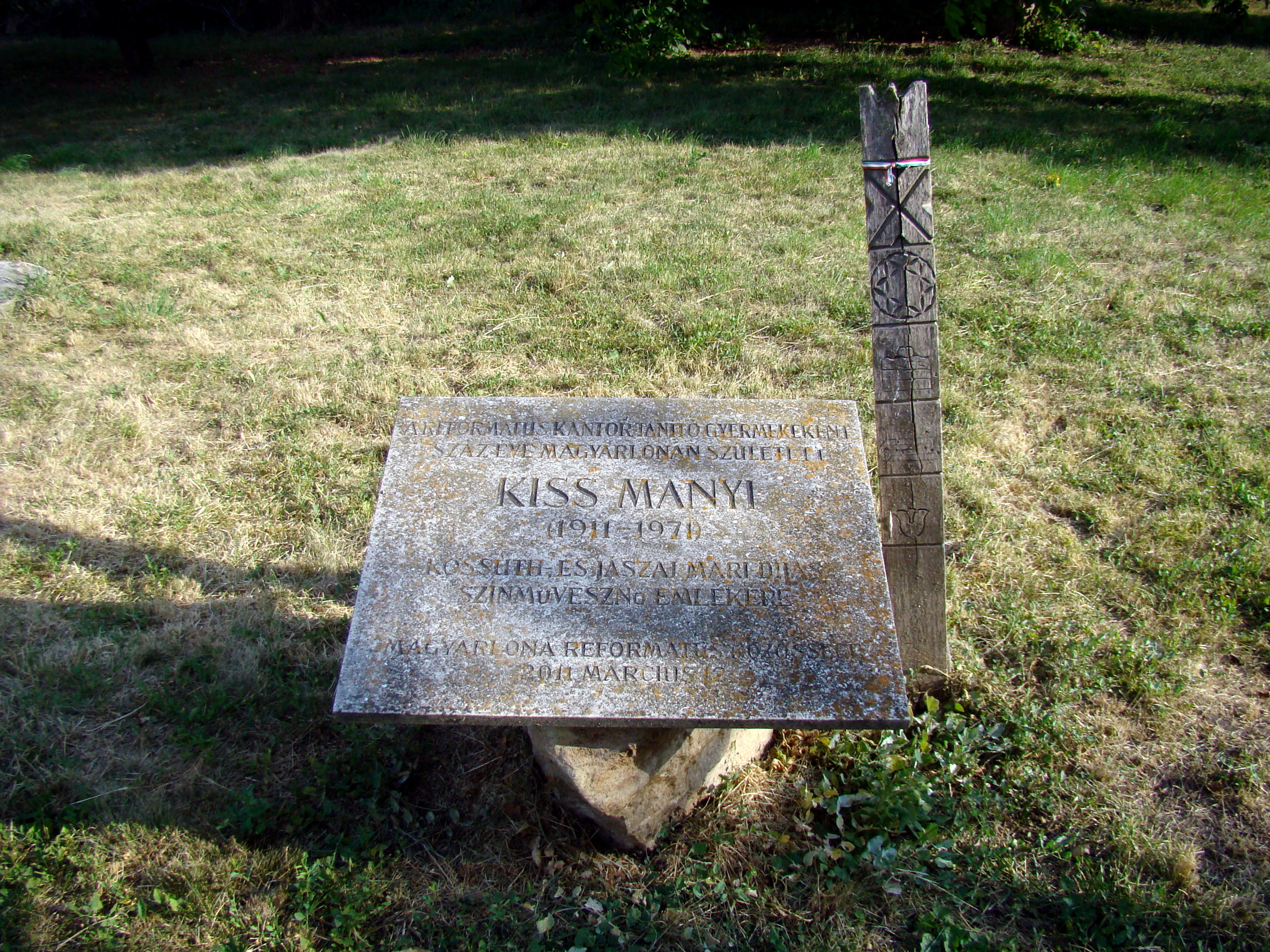
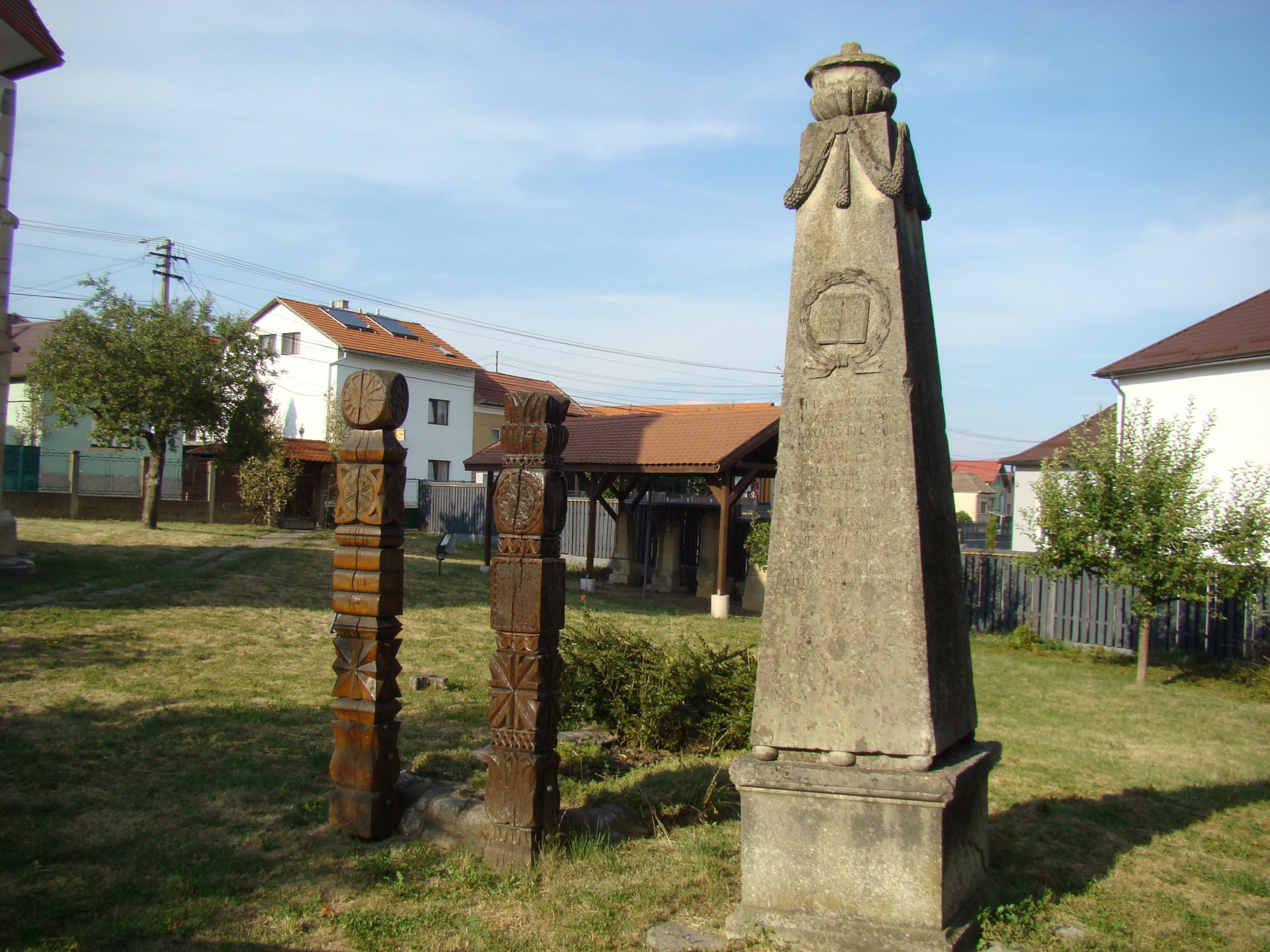
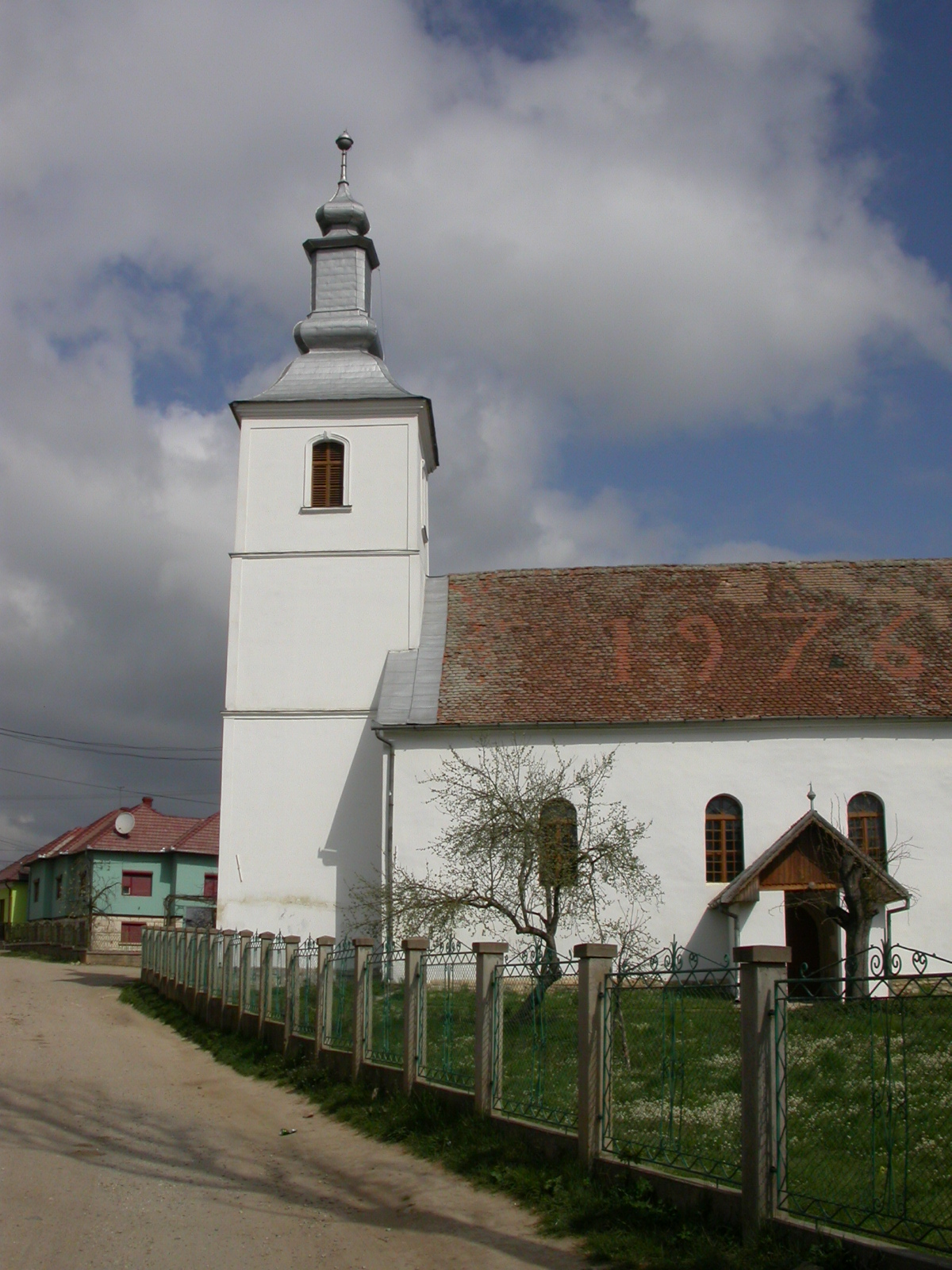
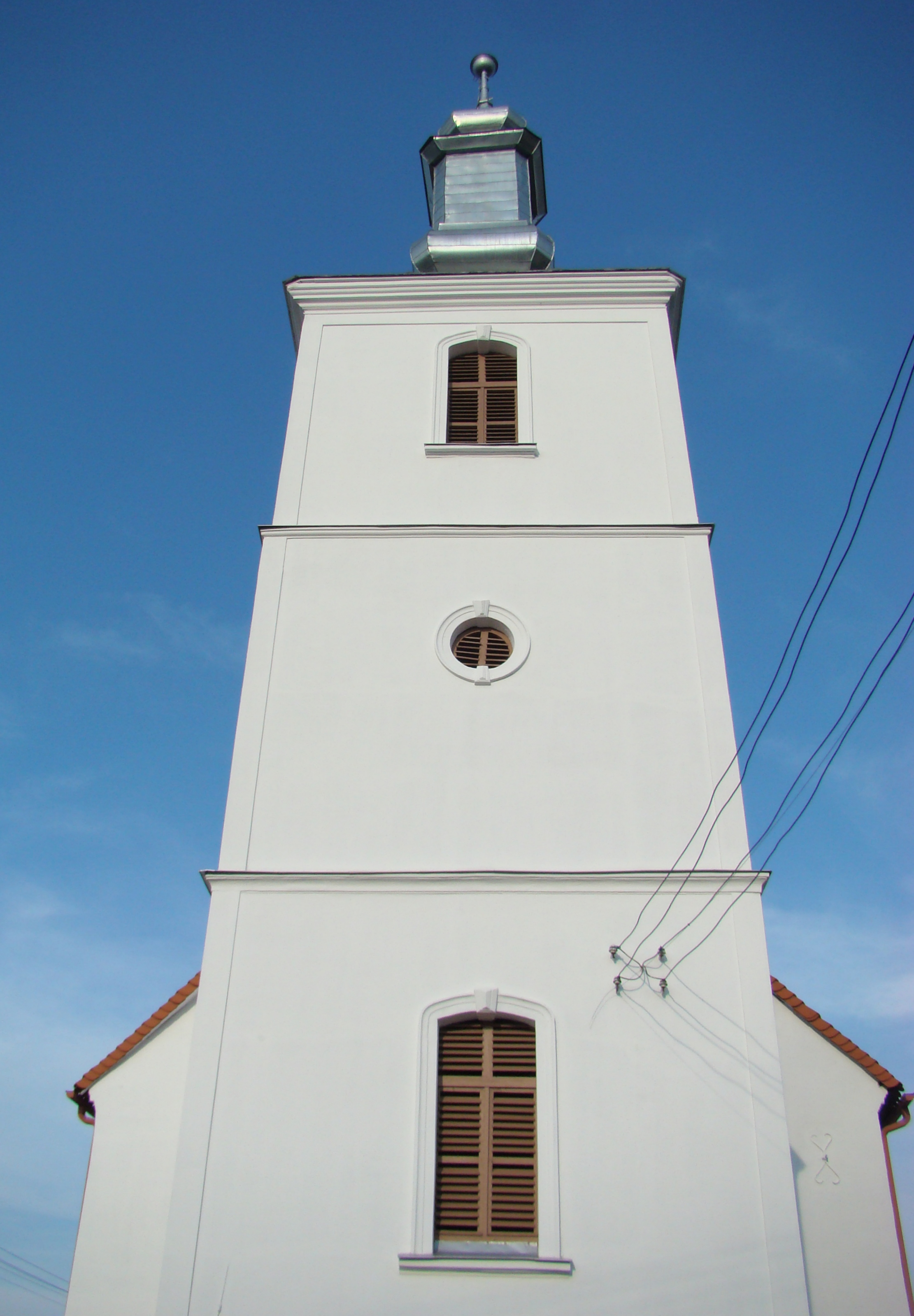
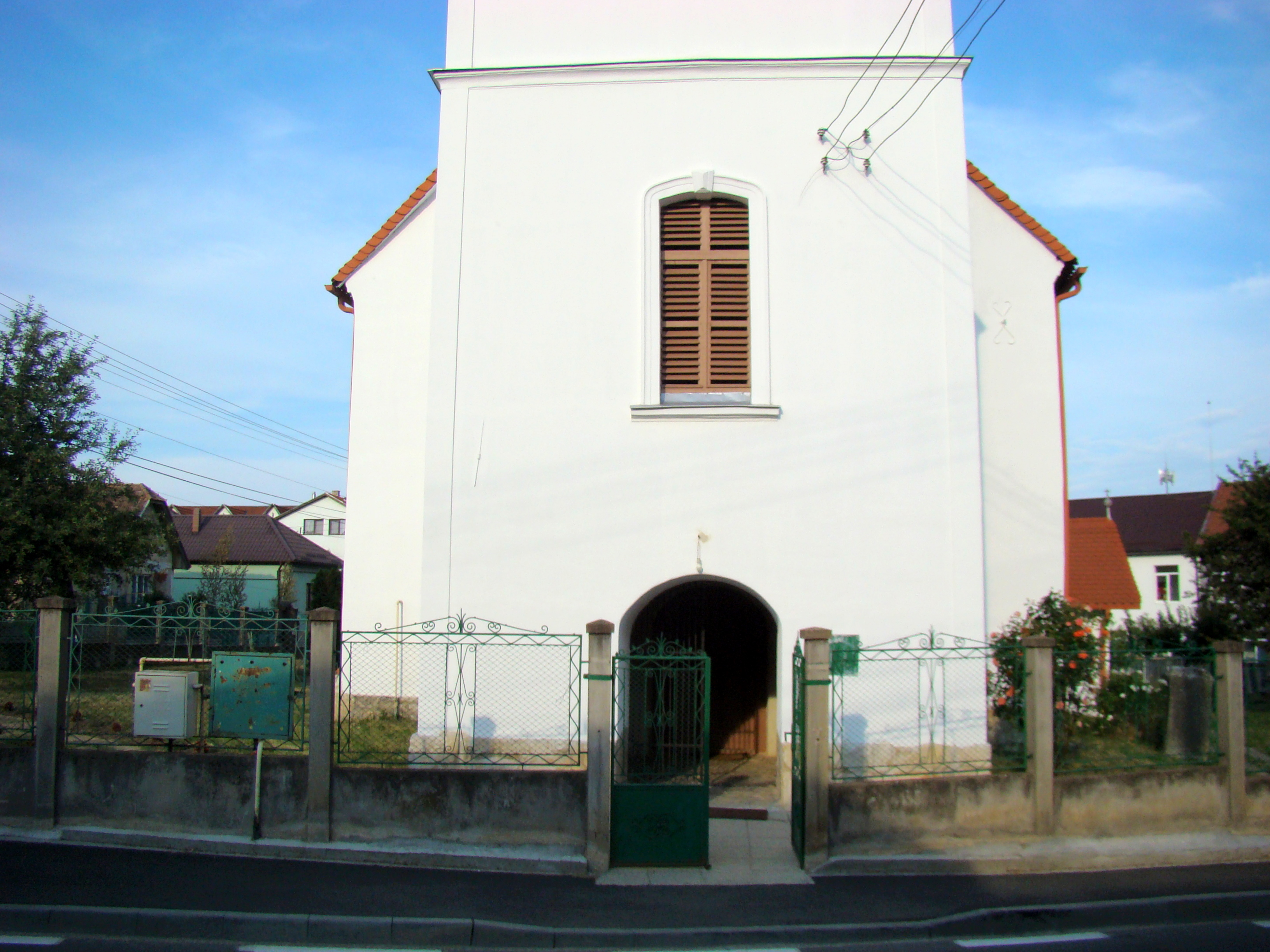
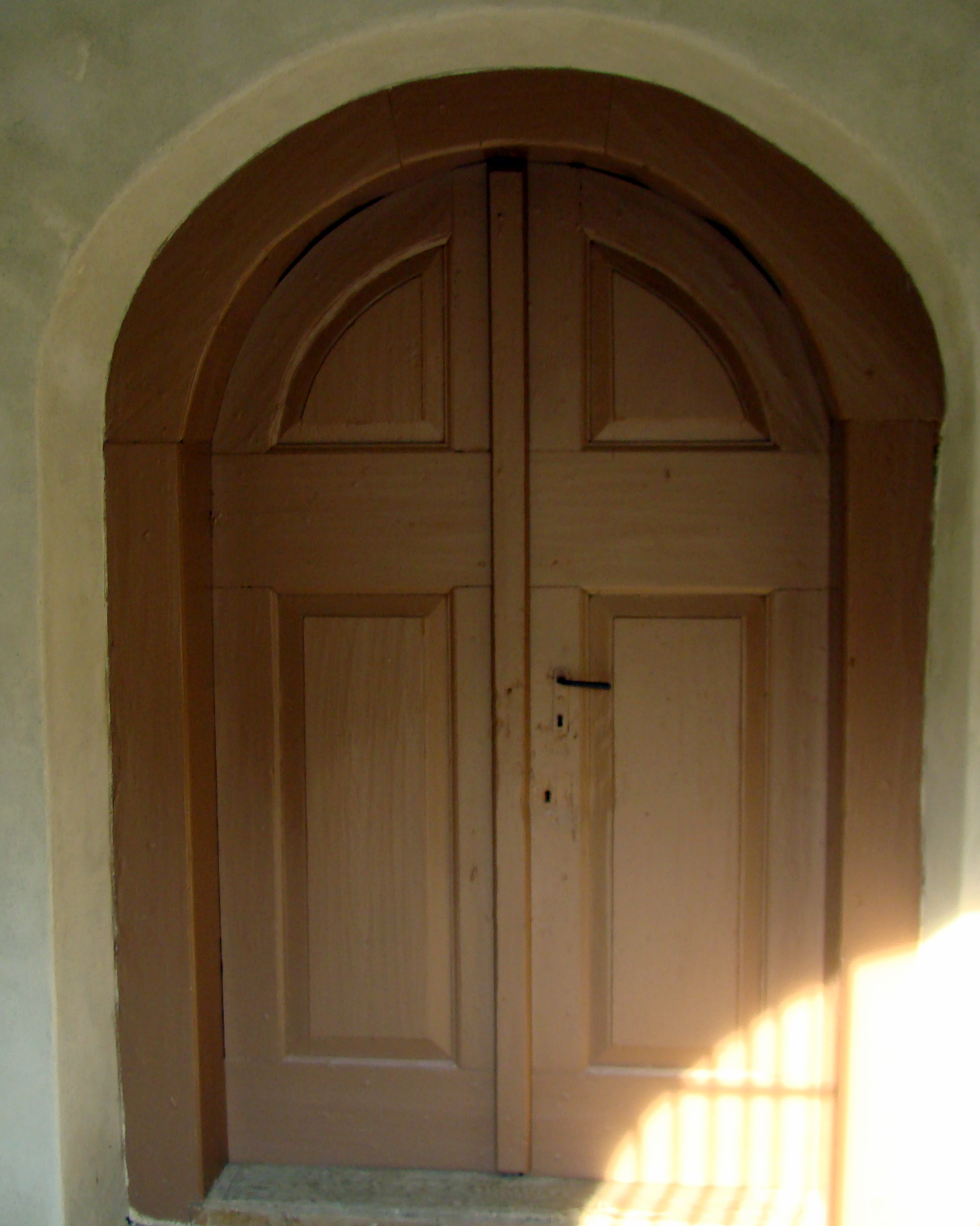
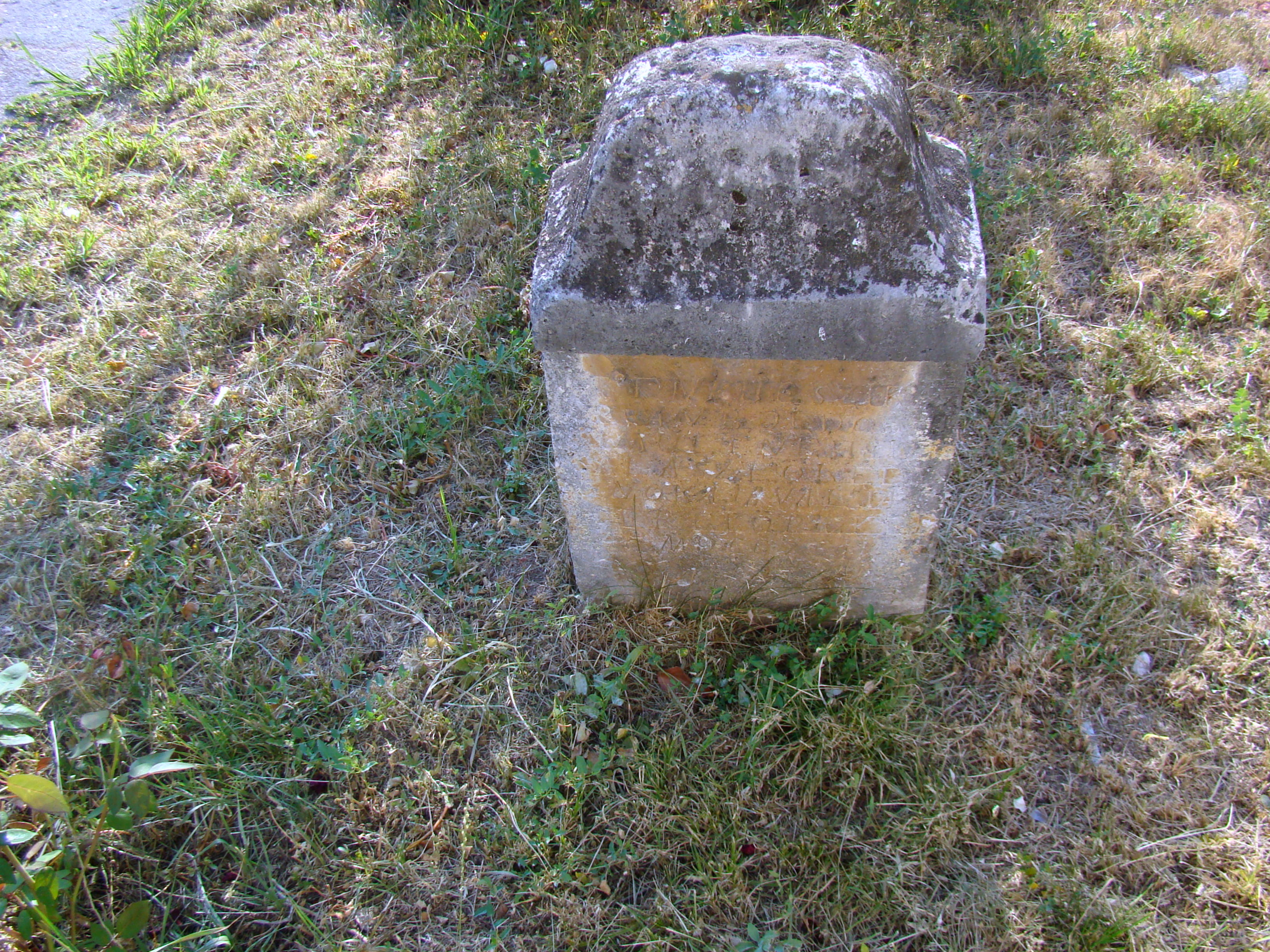
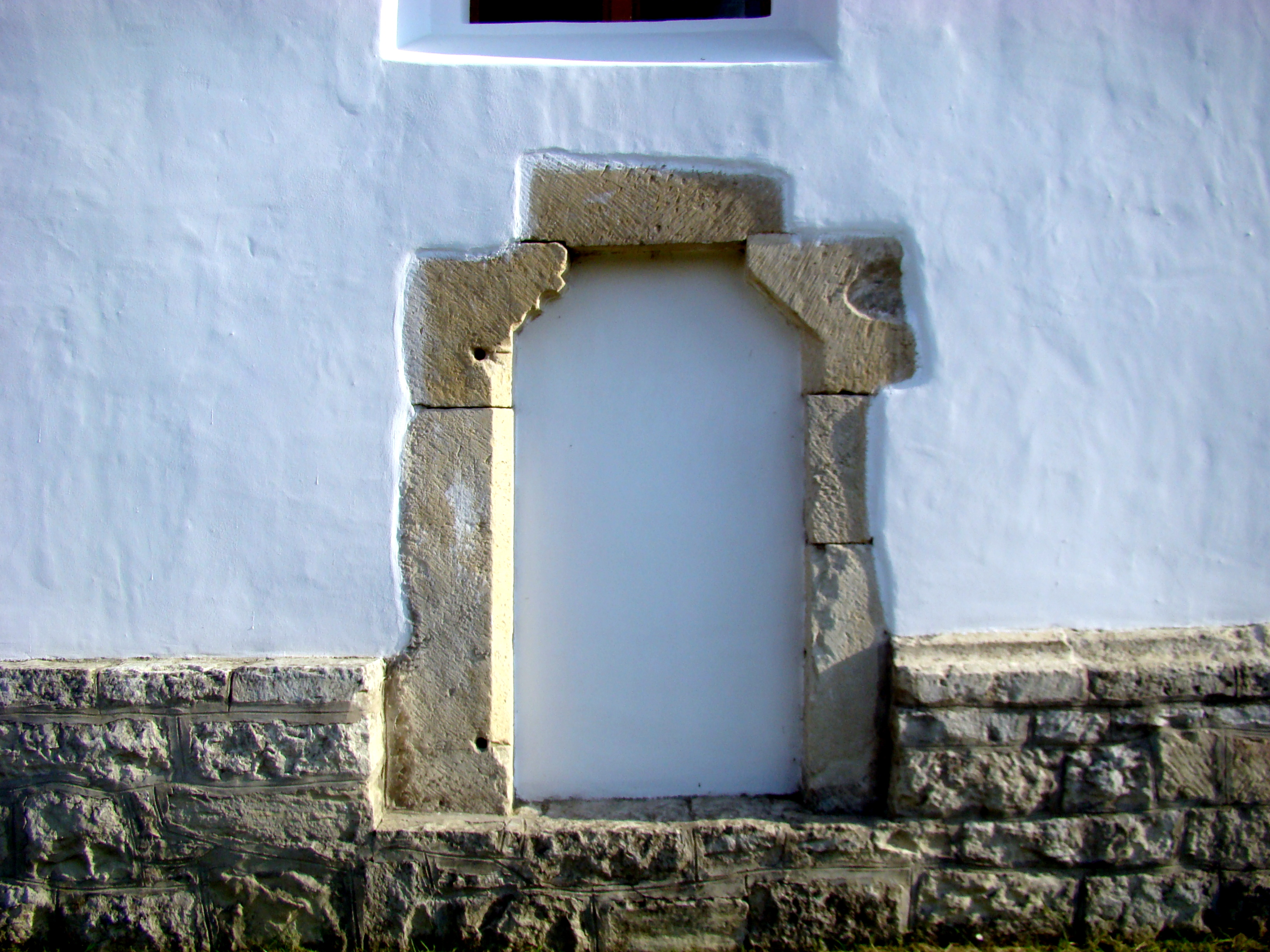
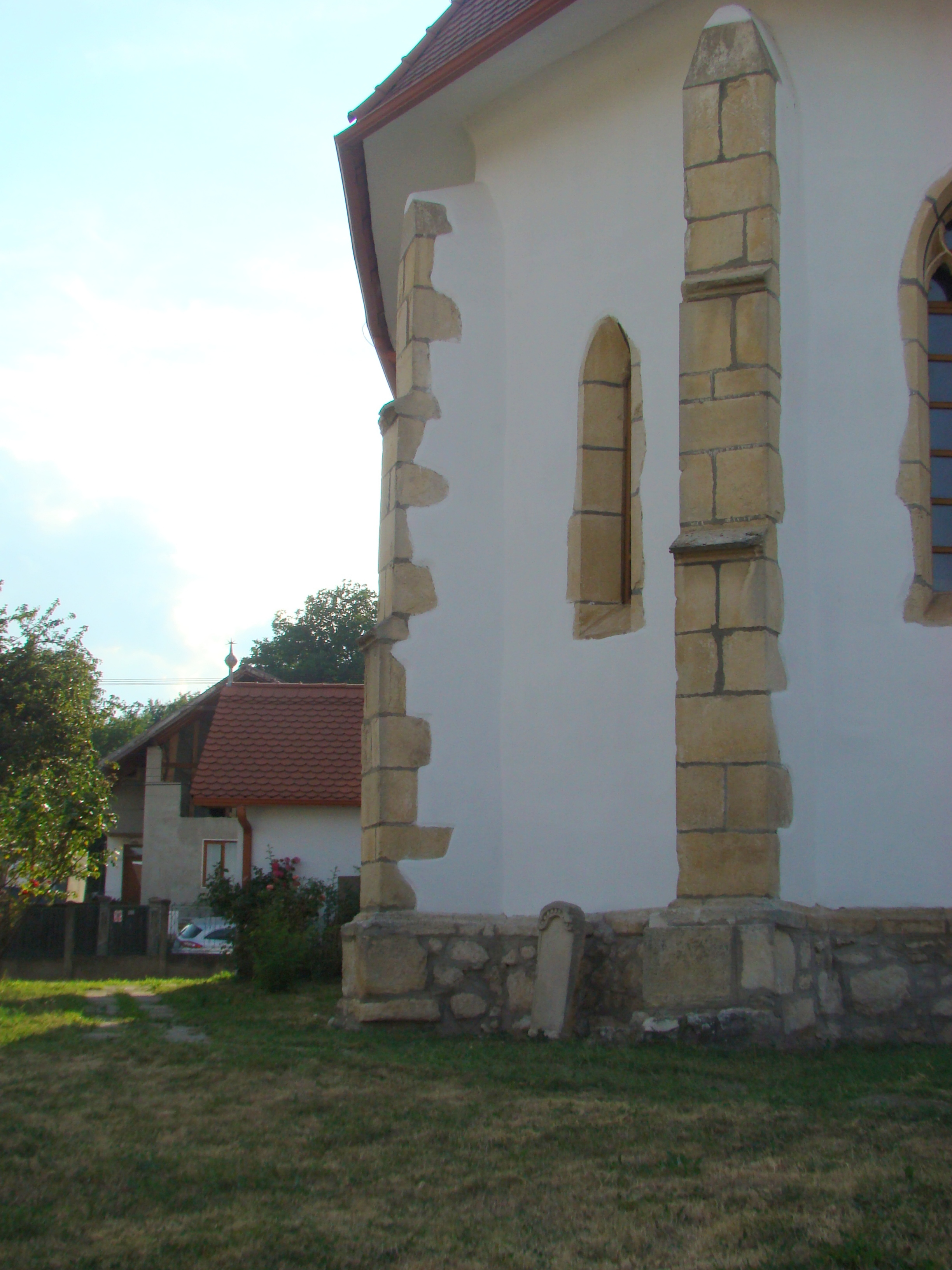
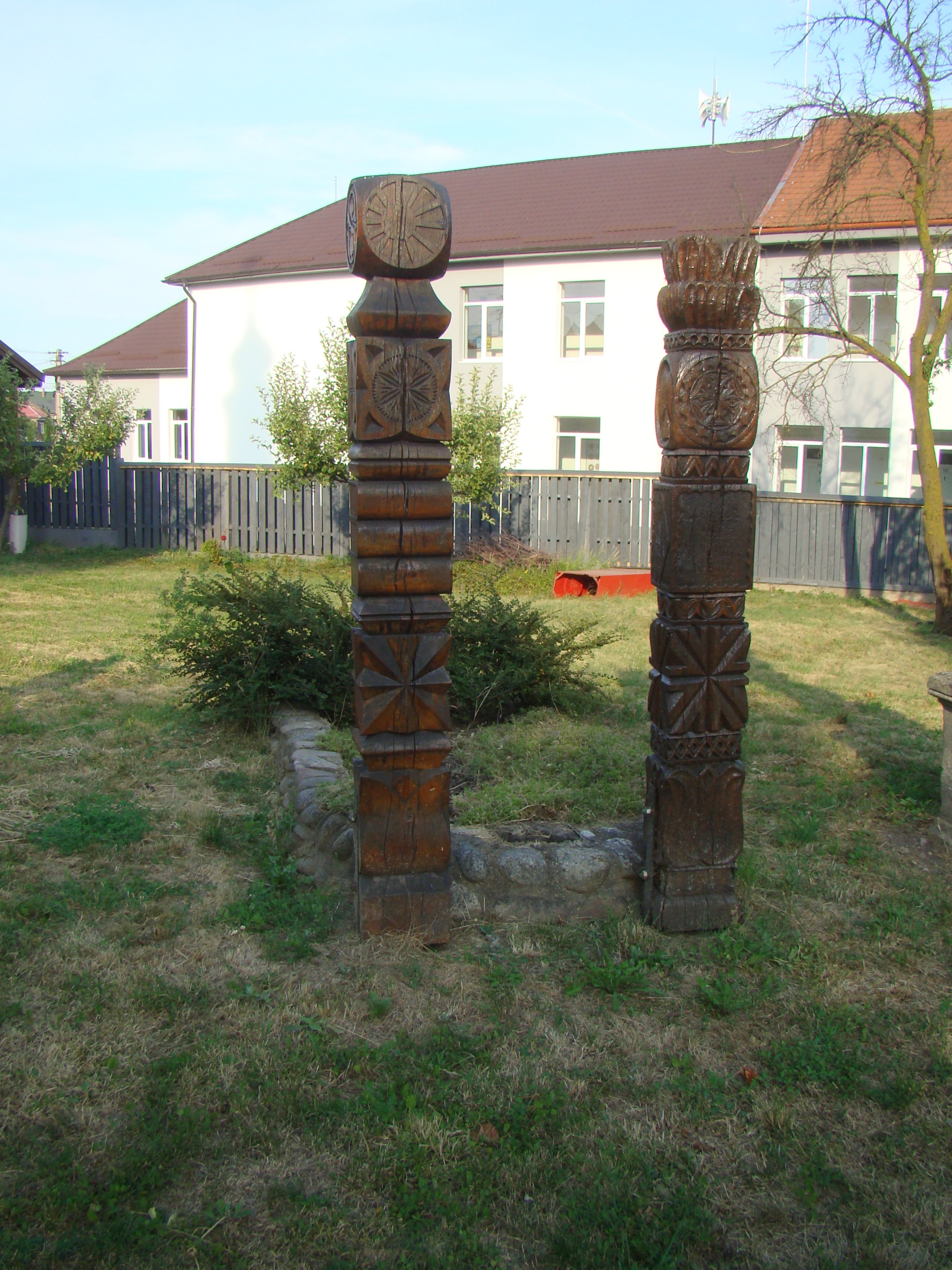
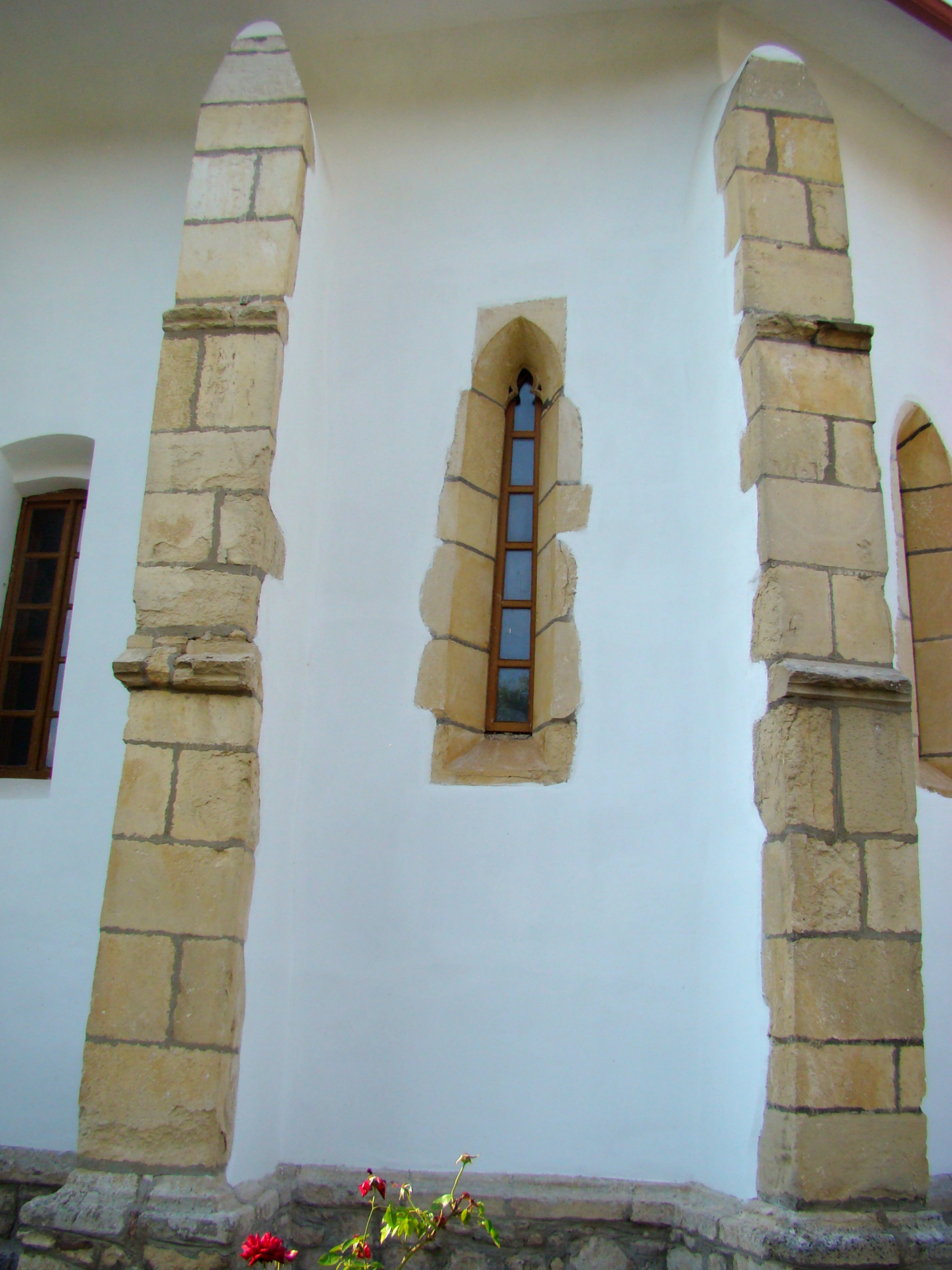
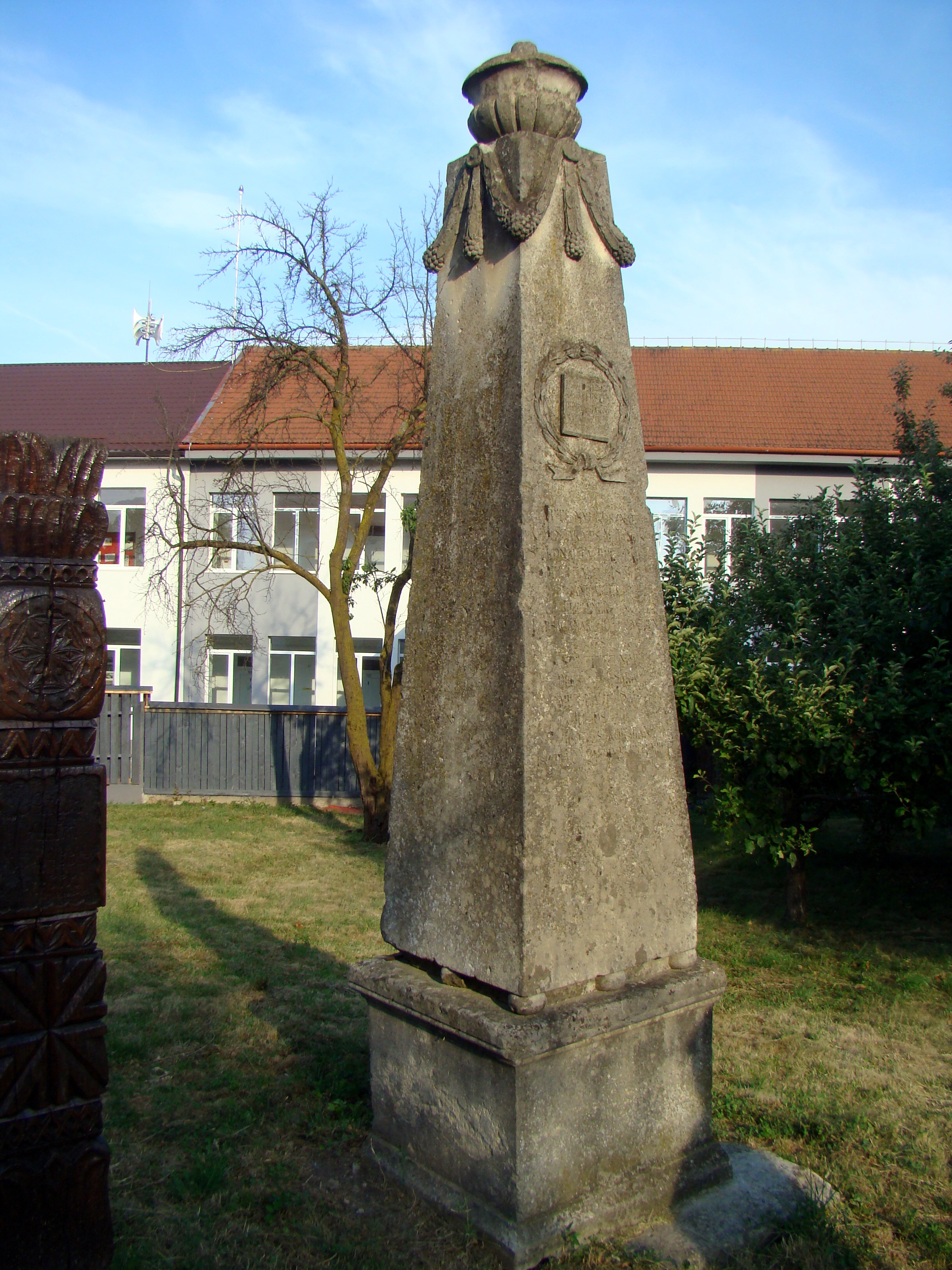
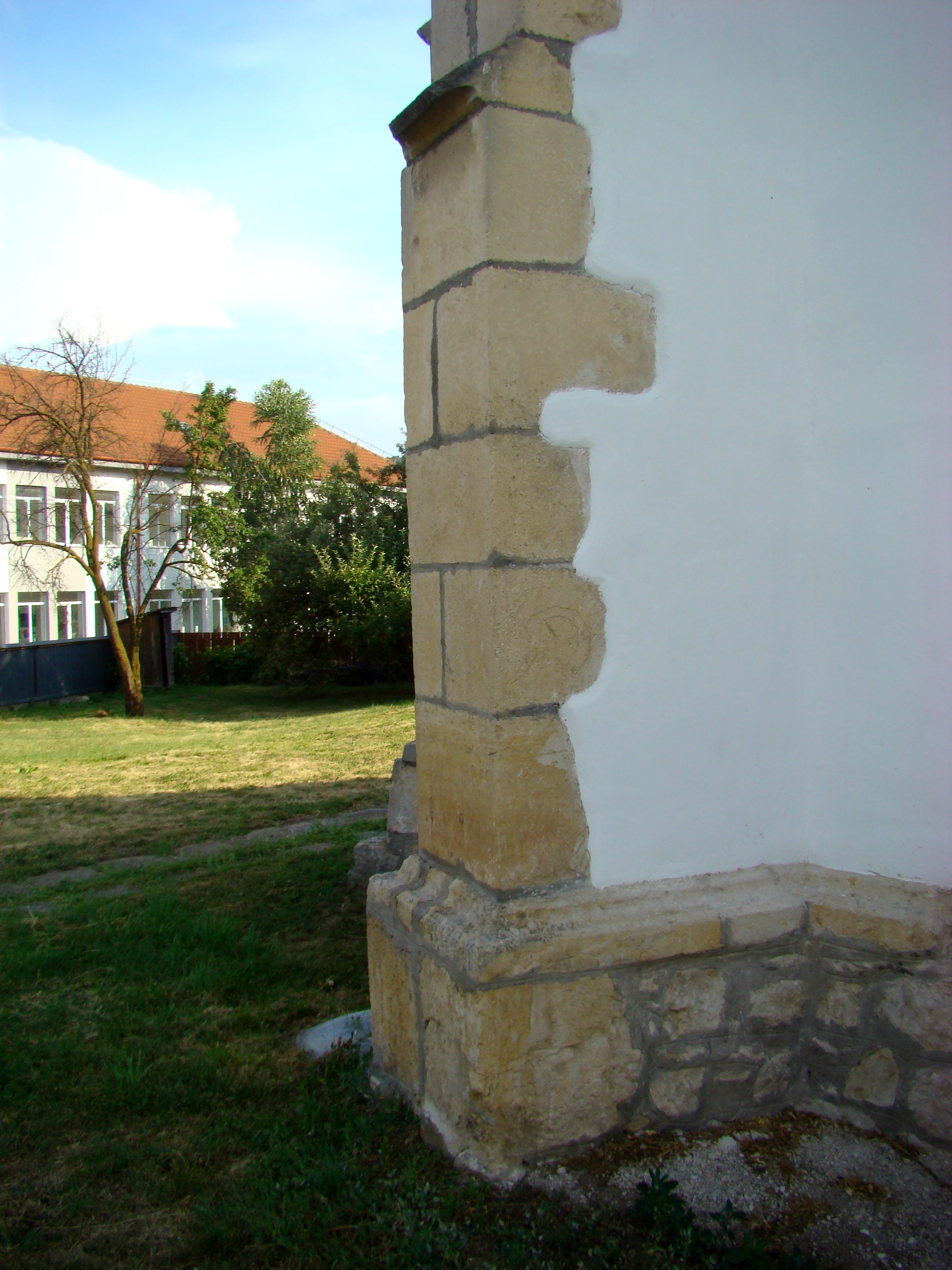
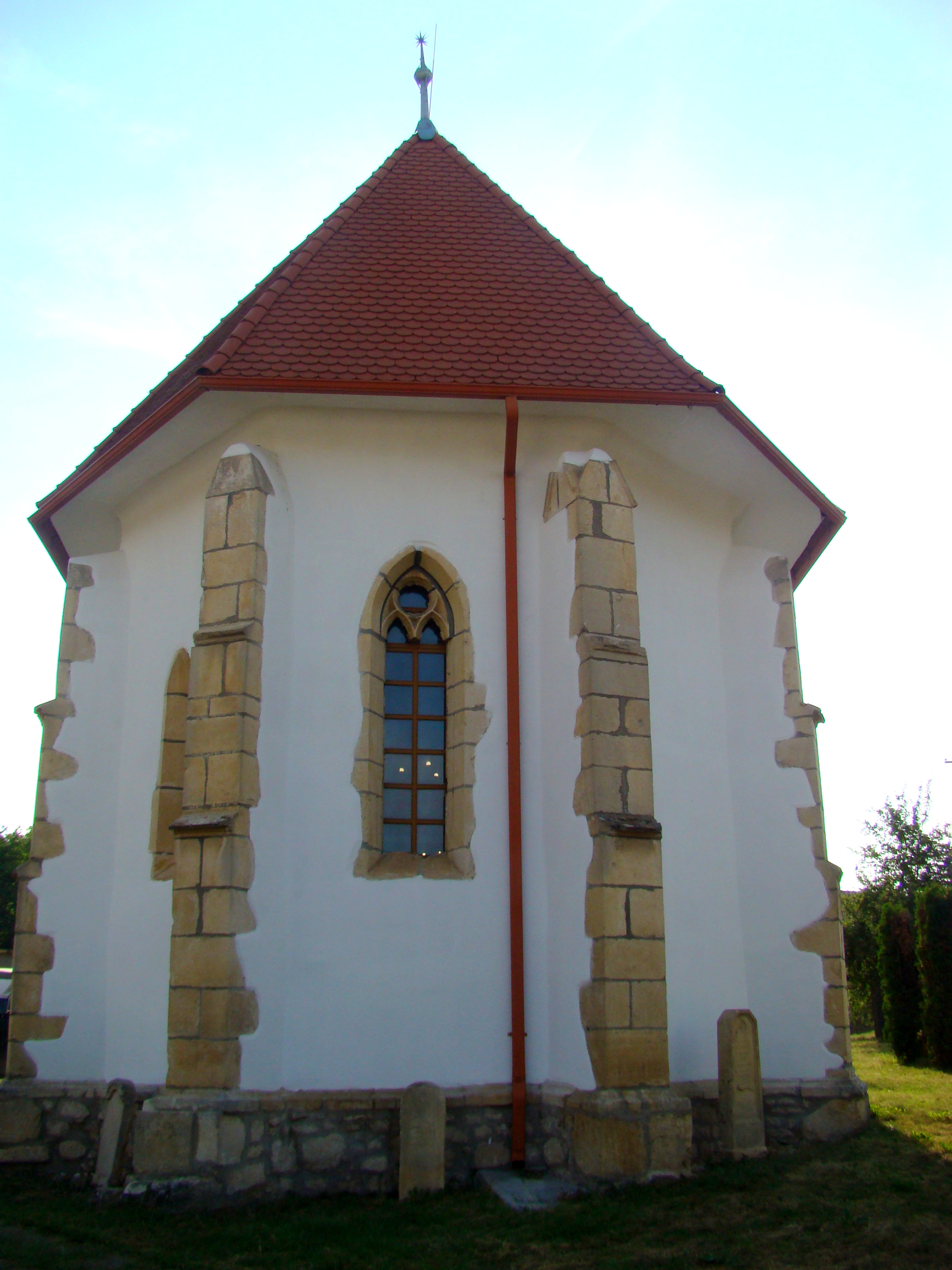
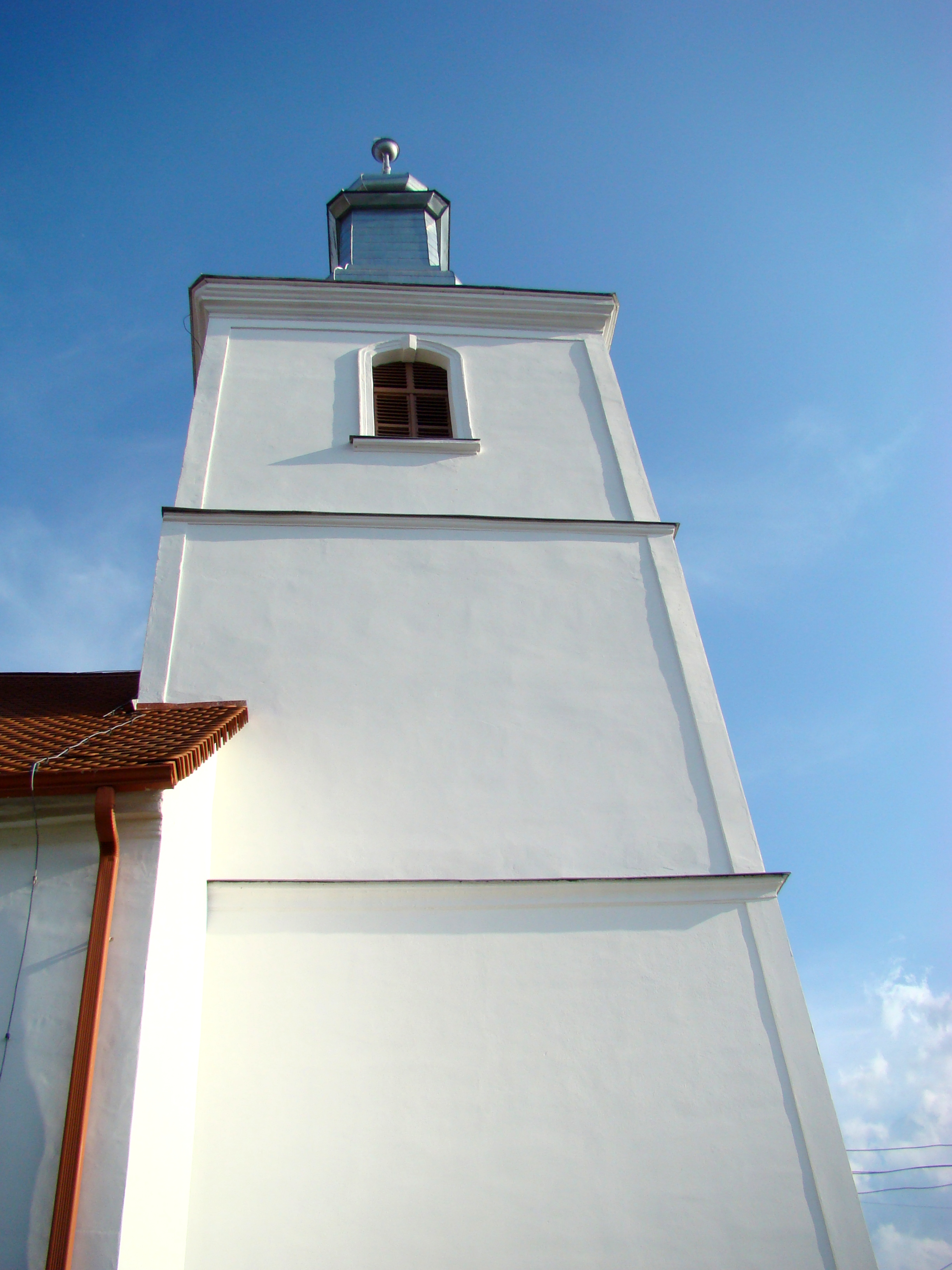
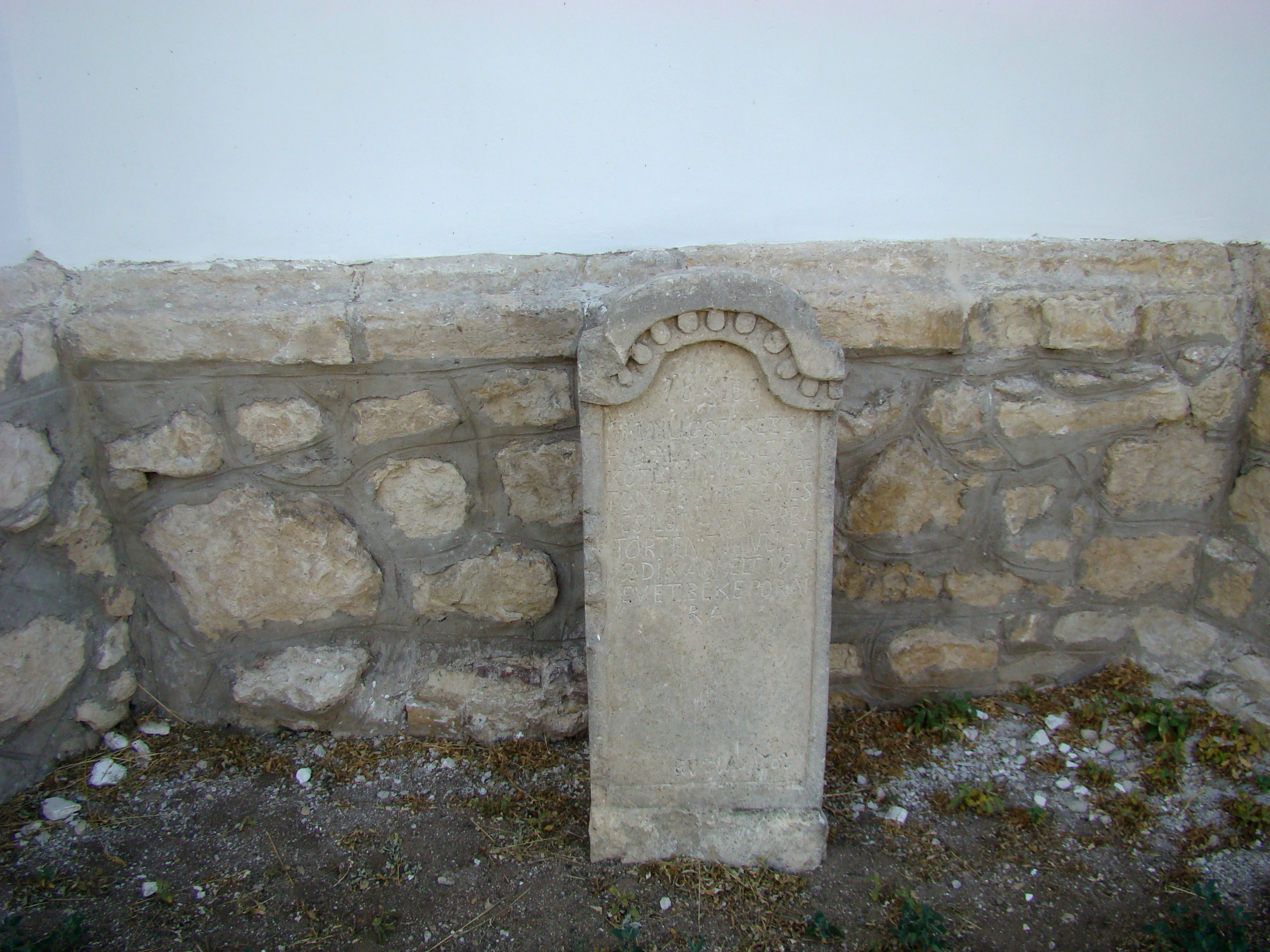
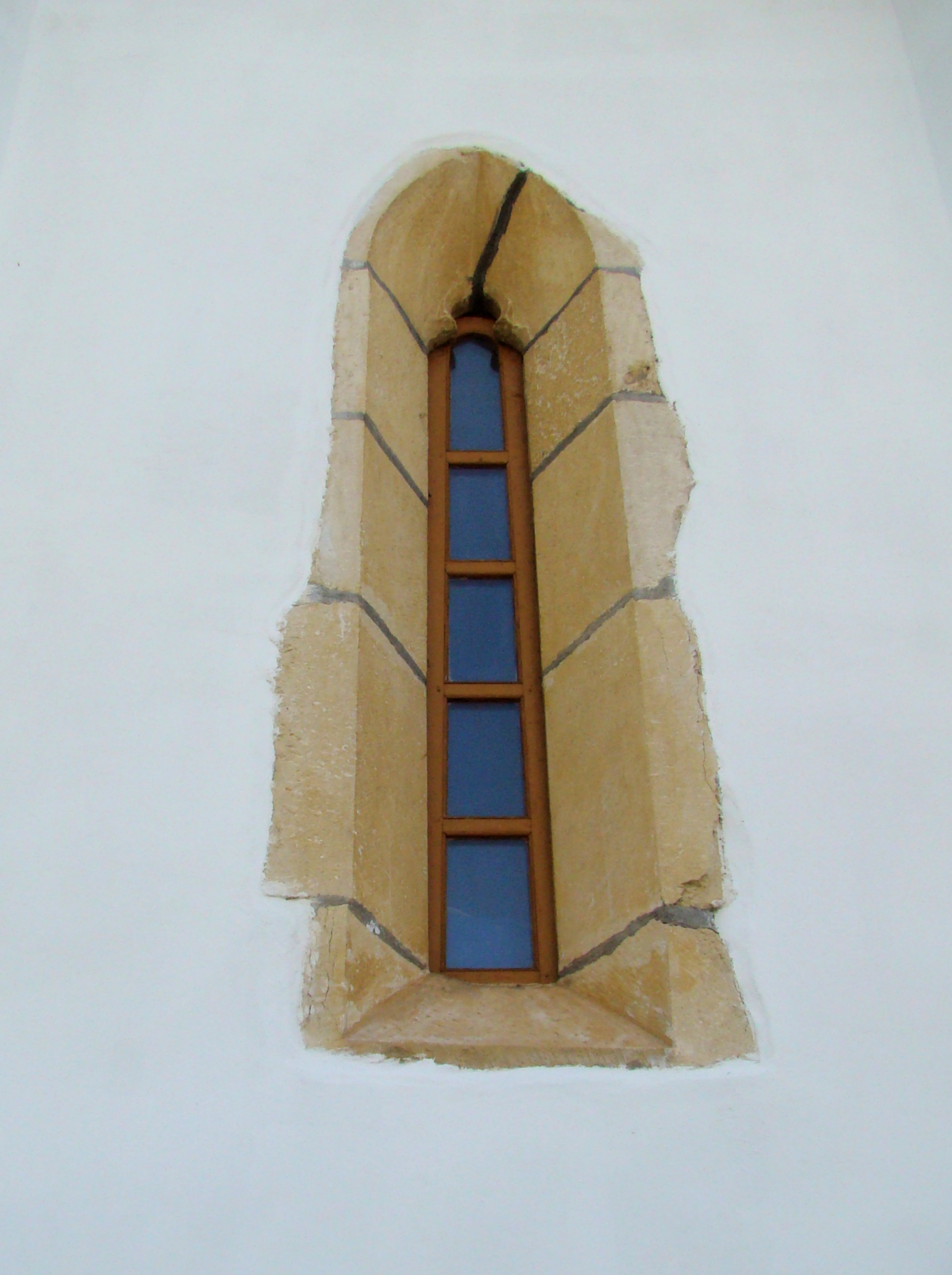
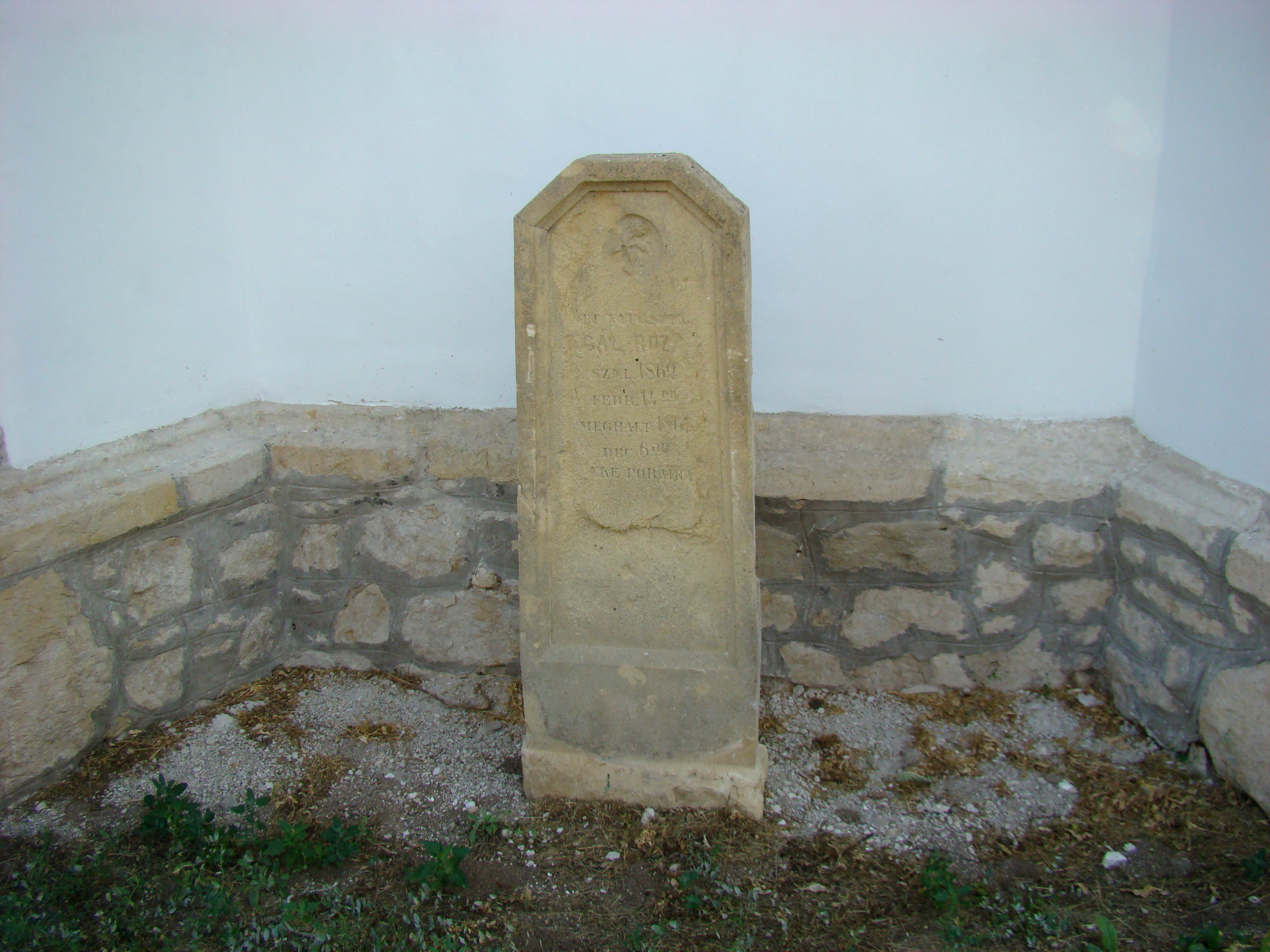
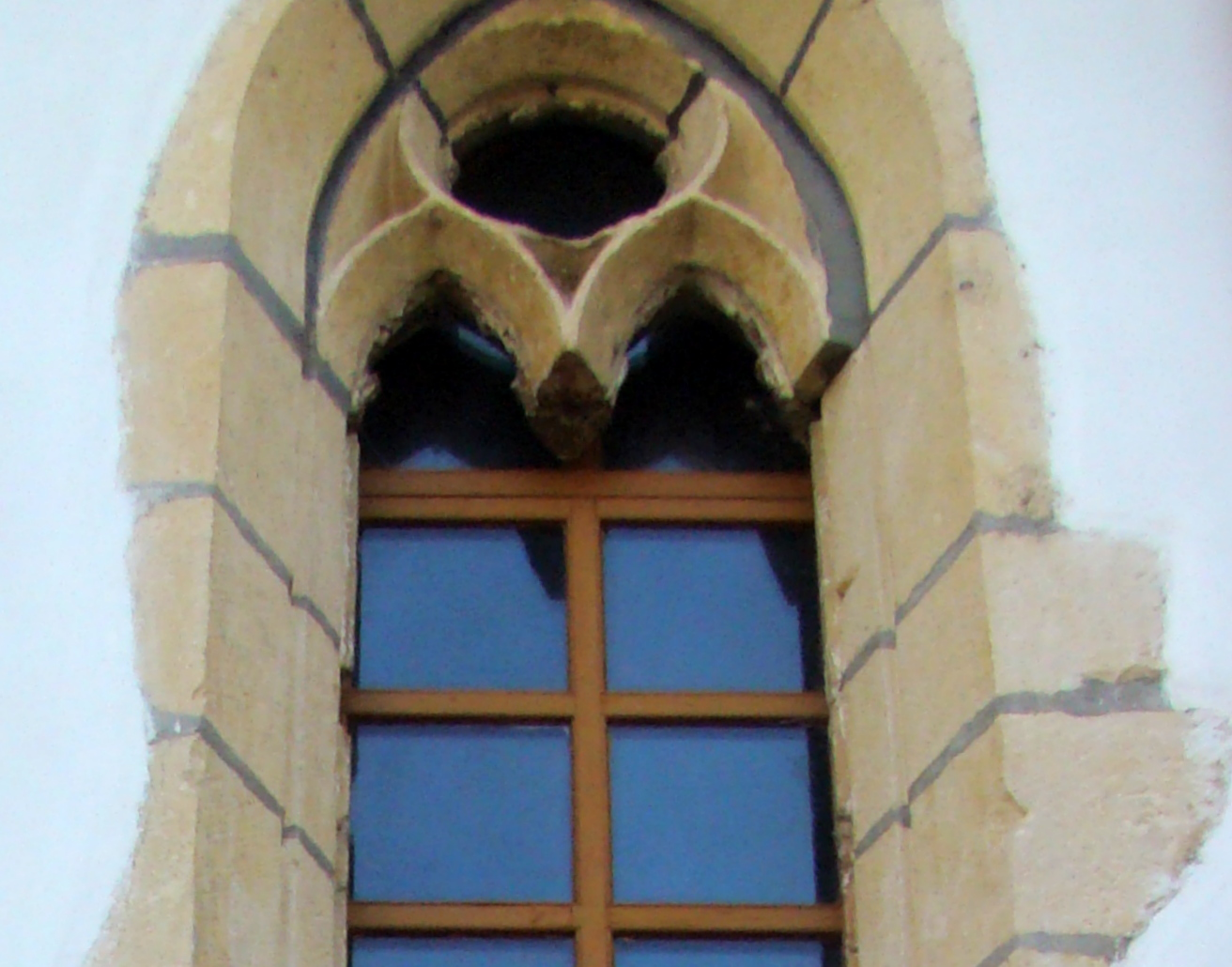
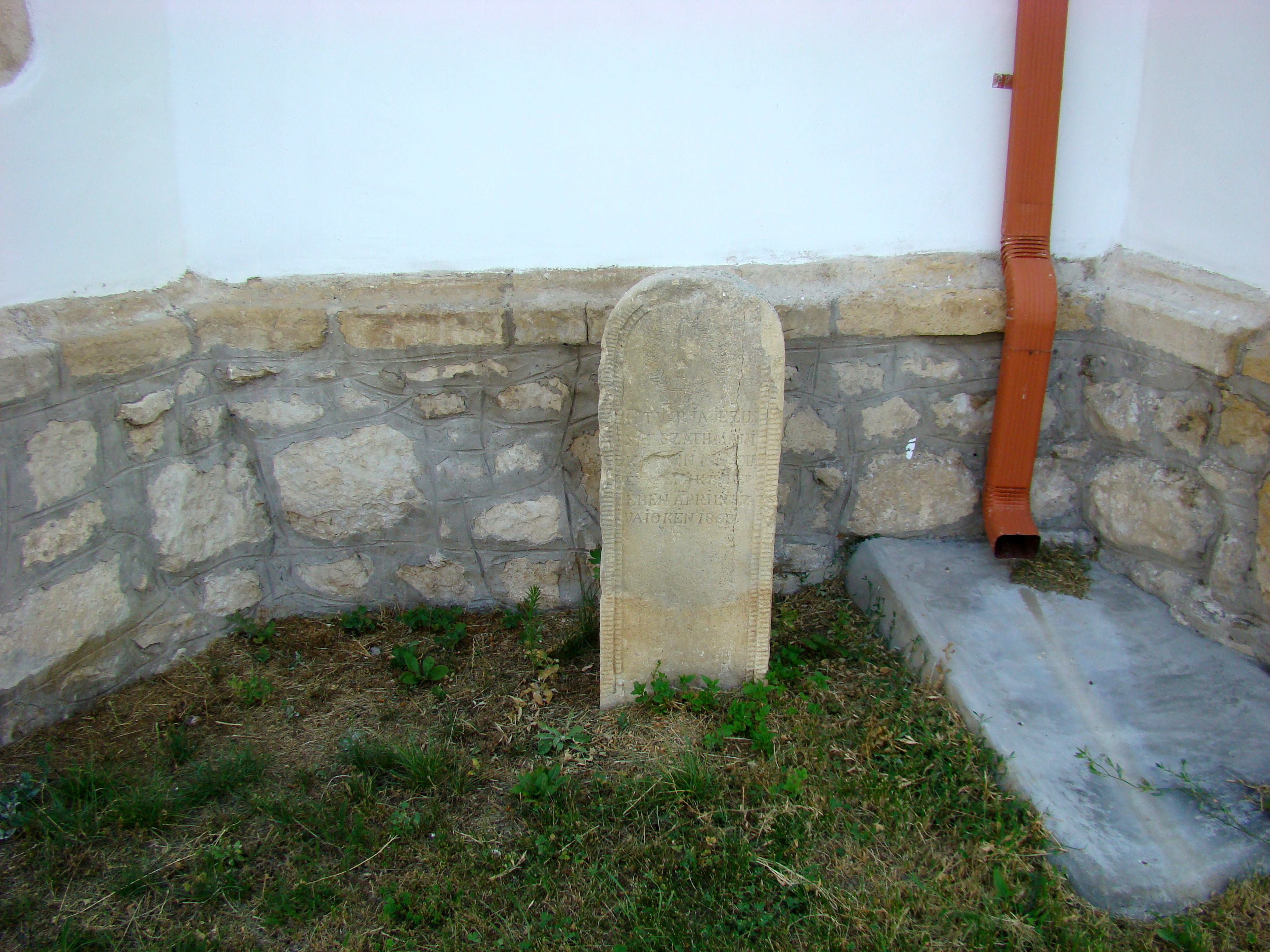
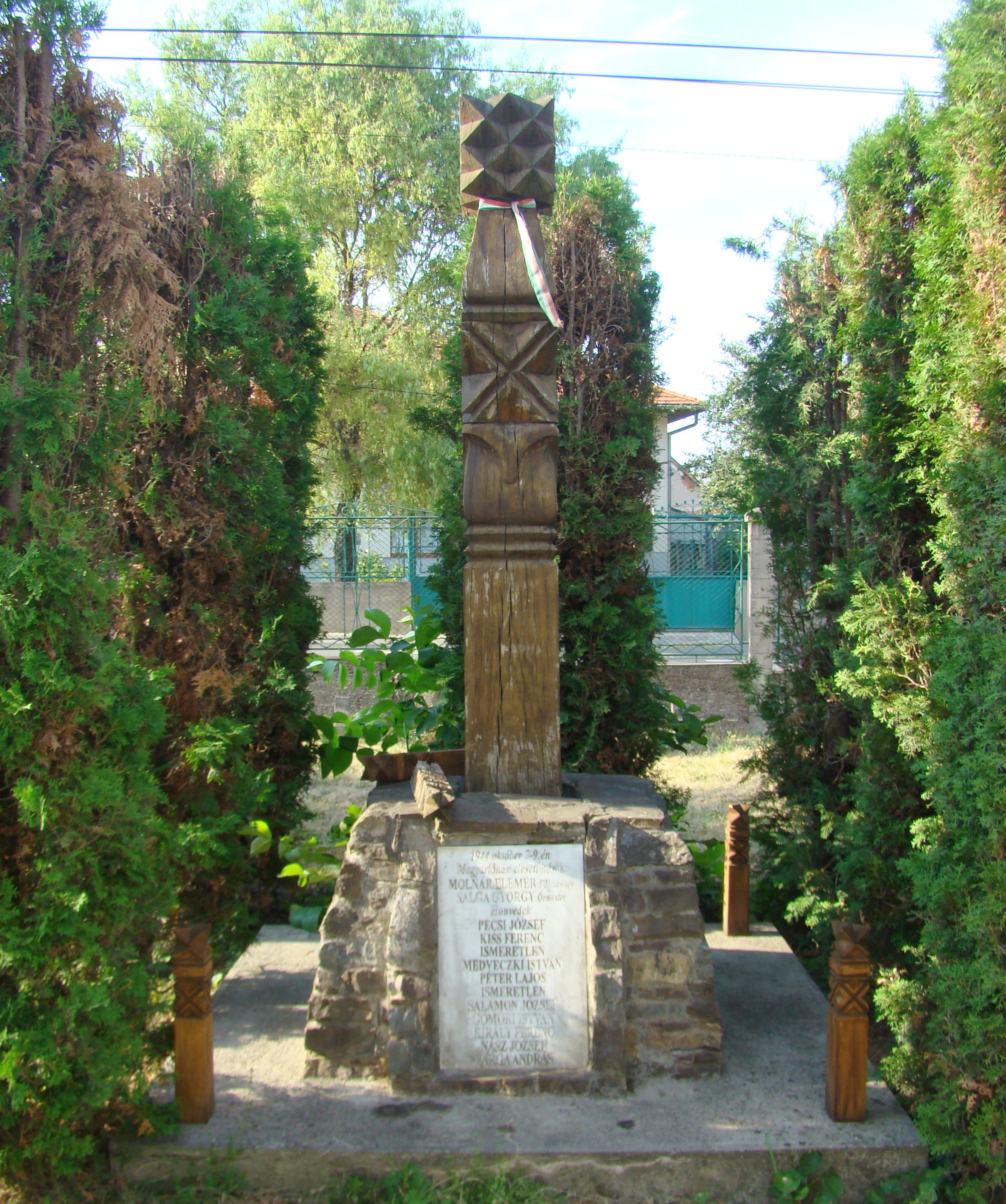
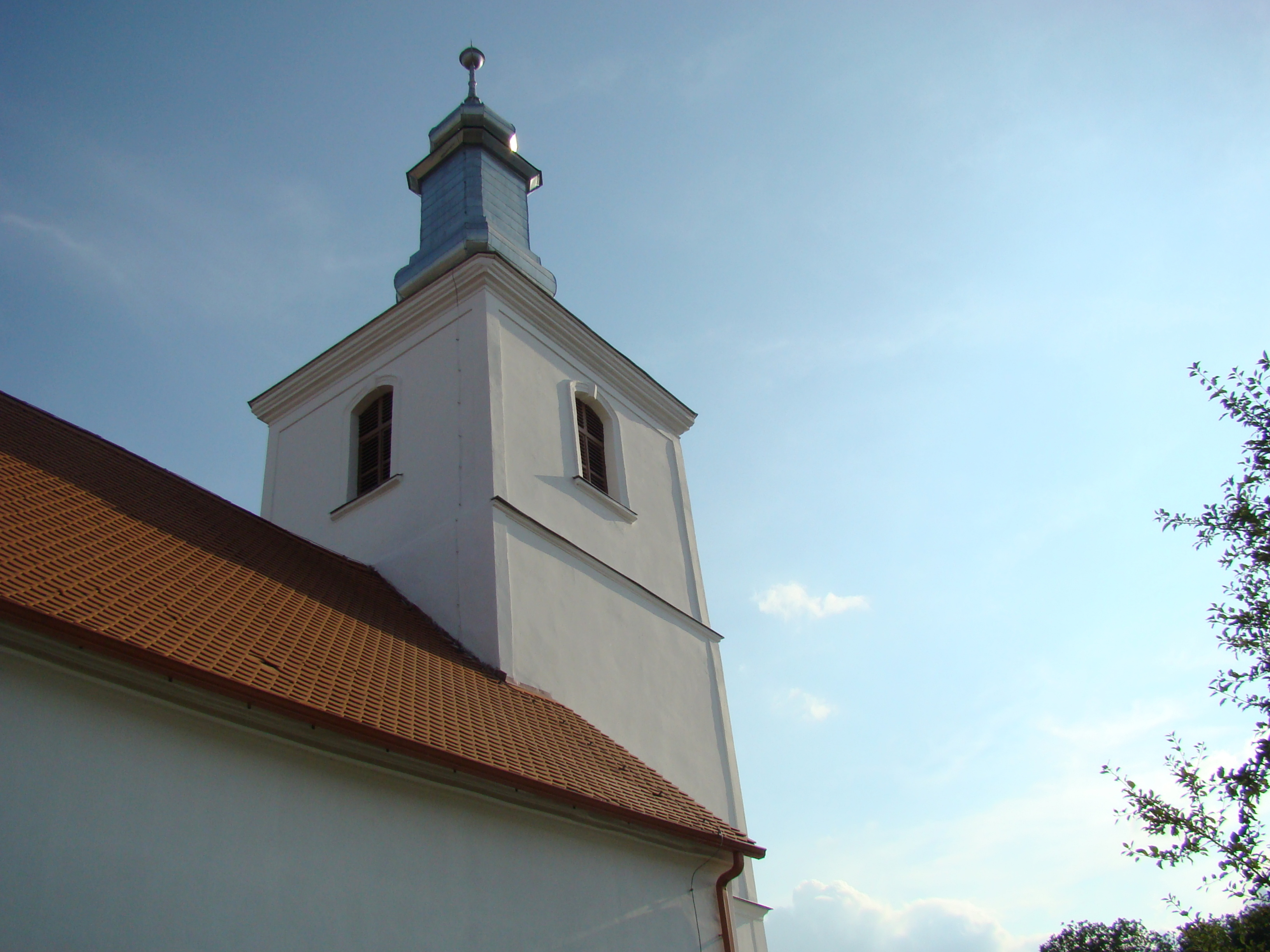
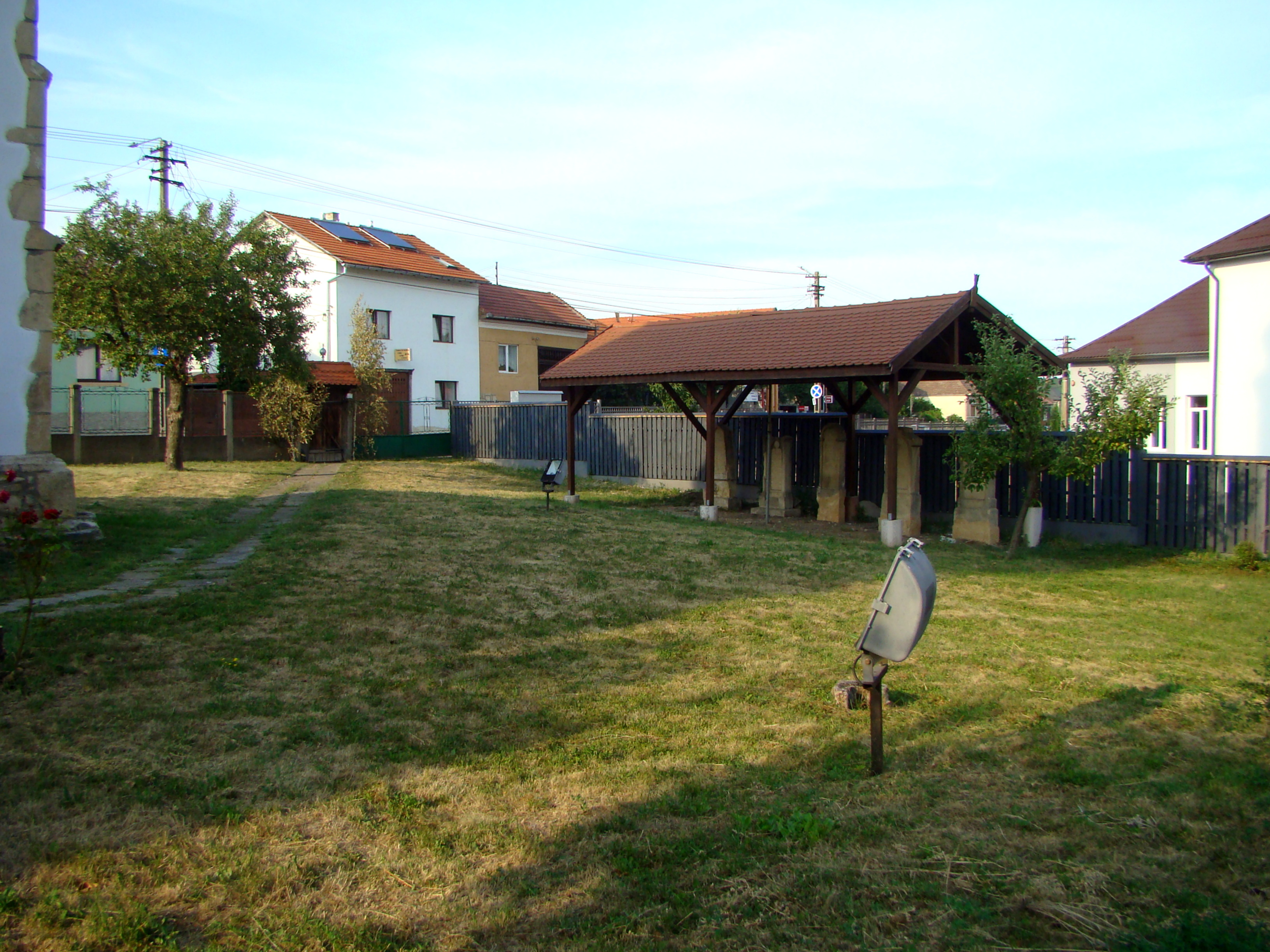
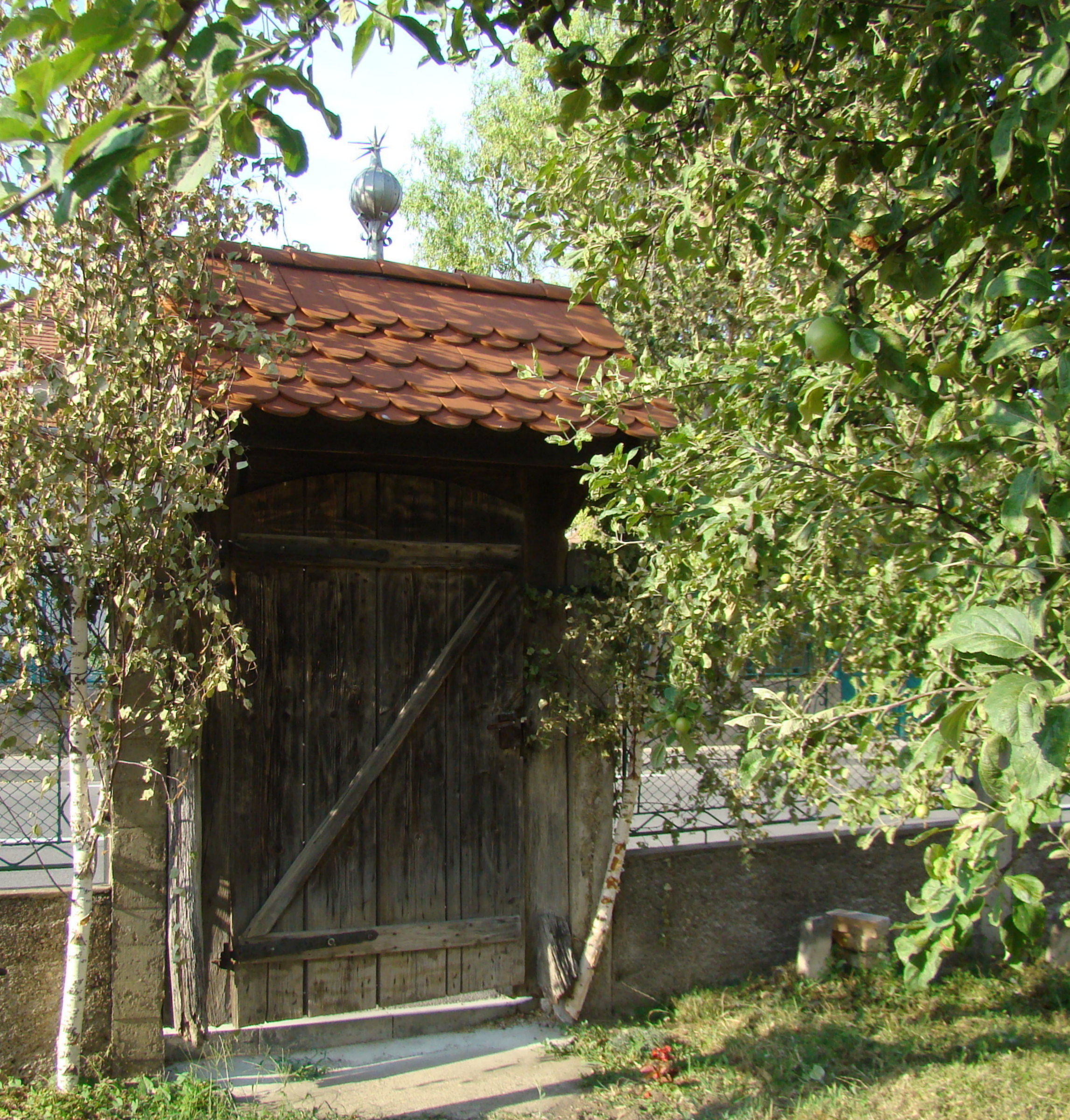

## Vezi și
- Luna de Sus, Cluj

## Imagini din interior

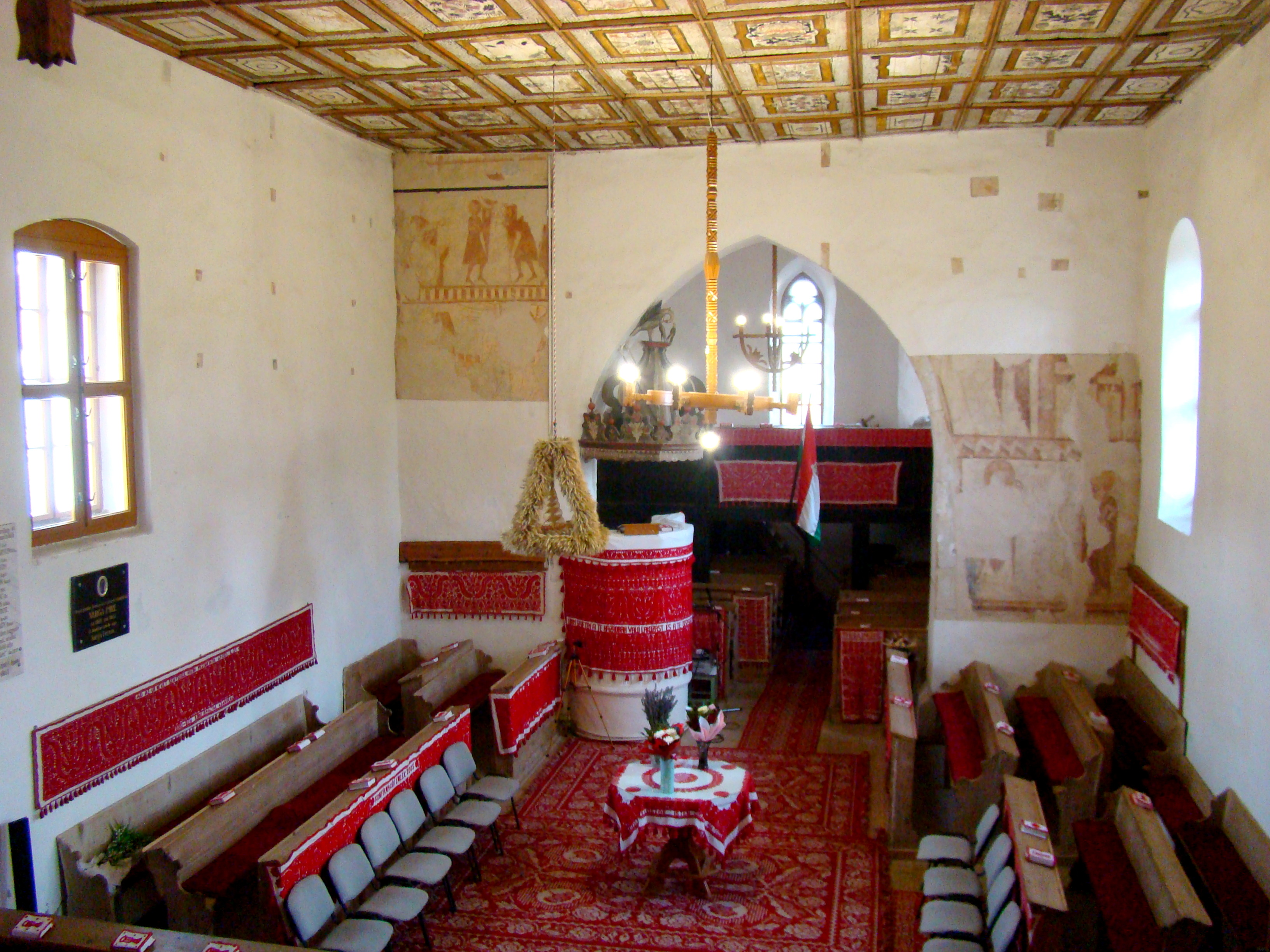
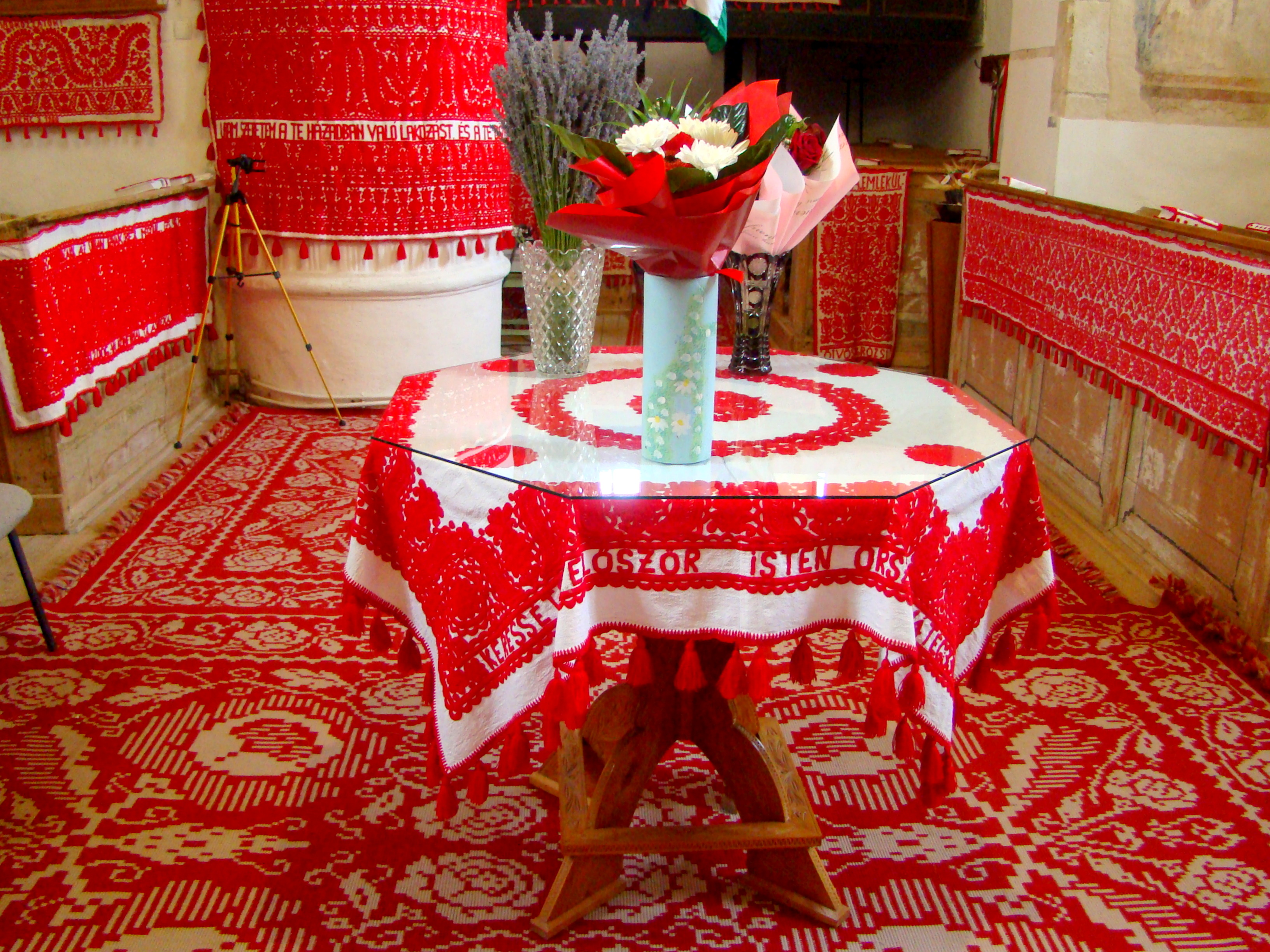
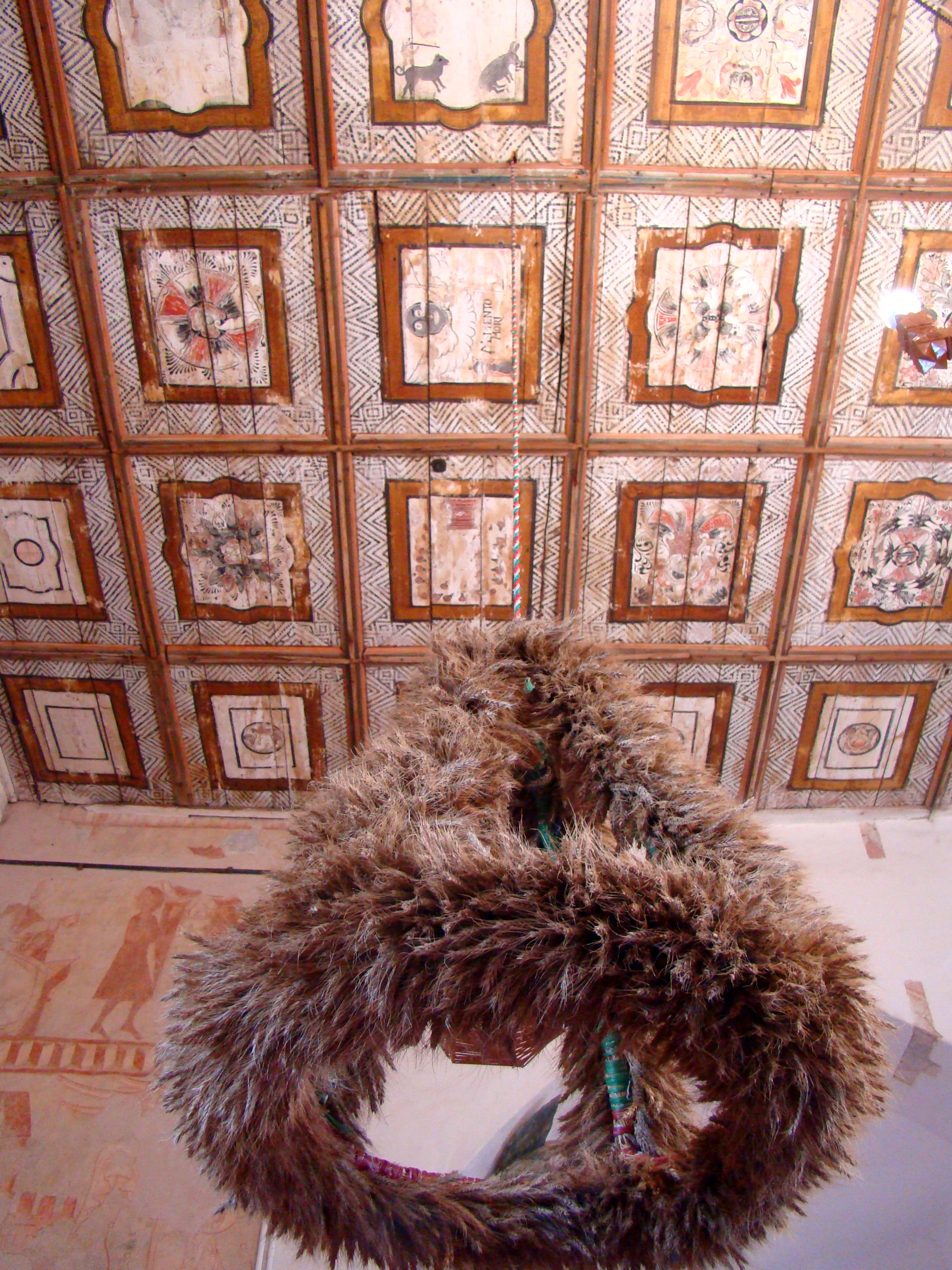
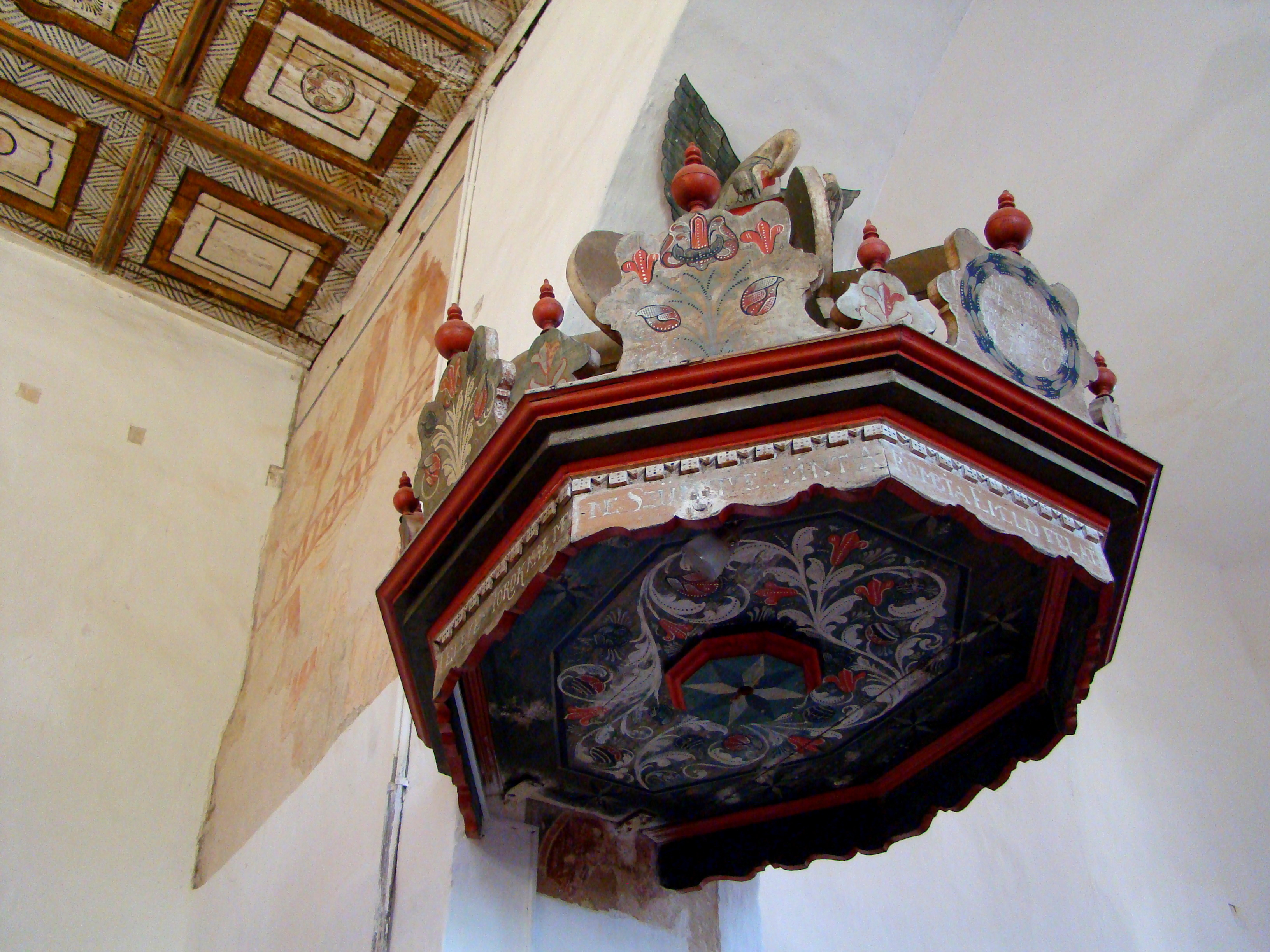
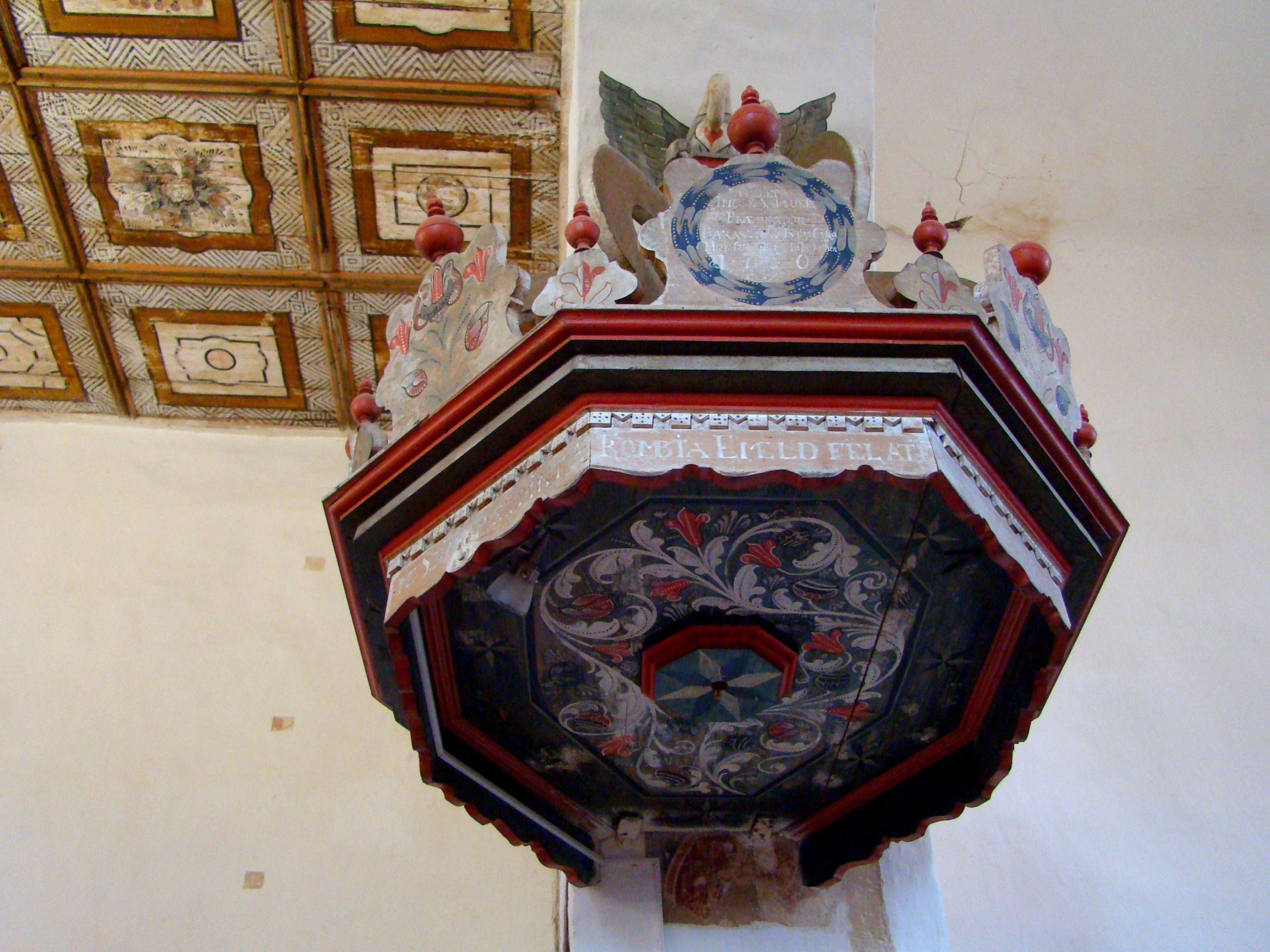
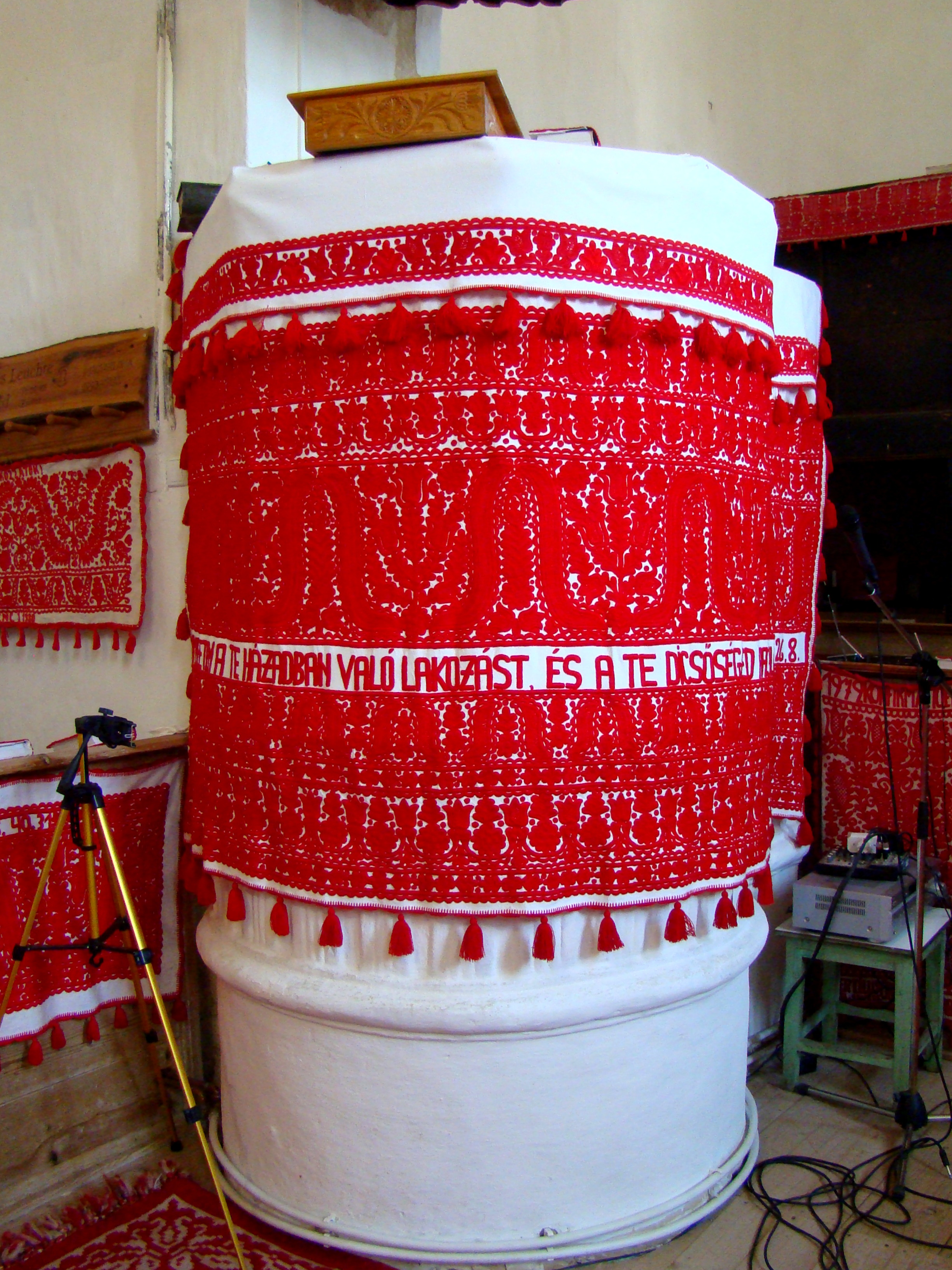
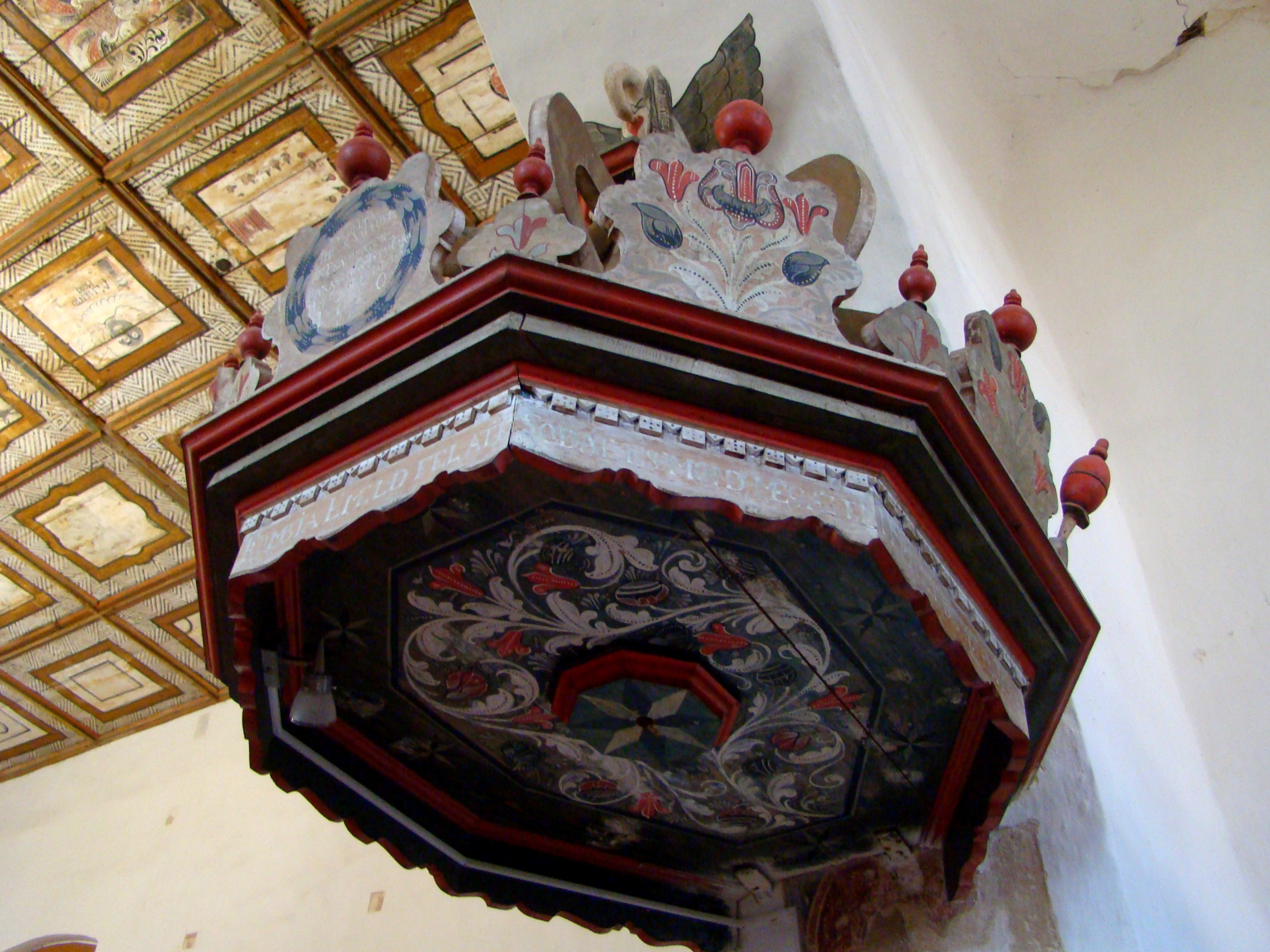
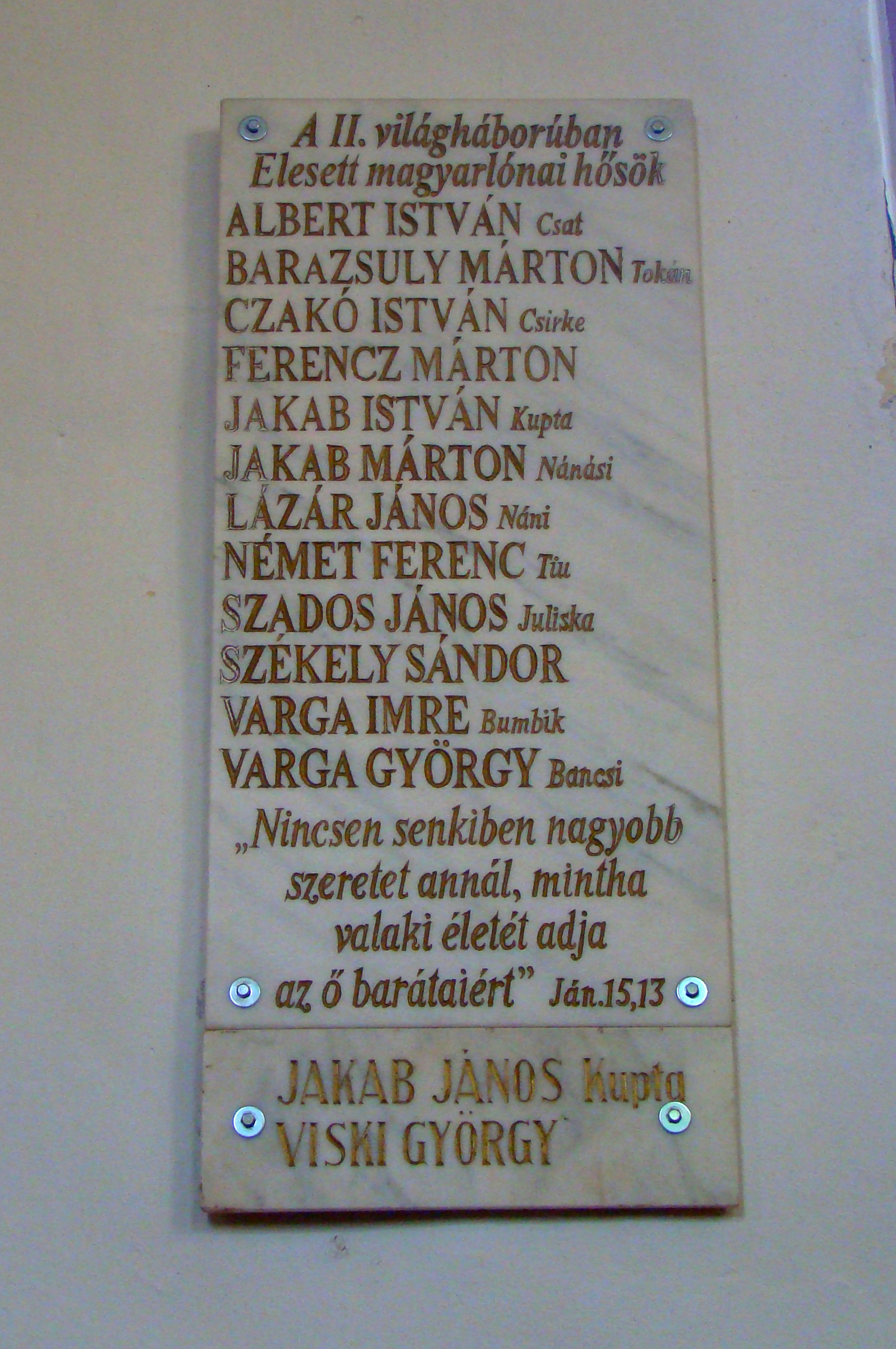
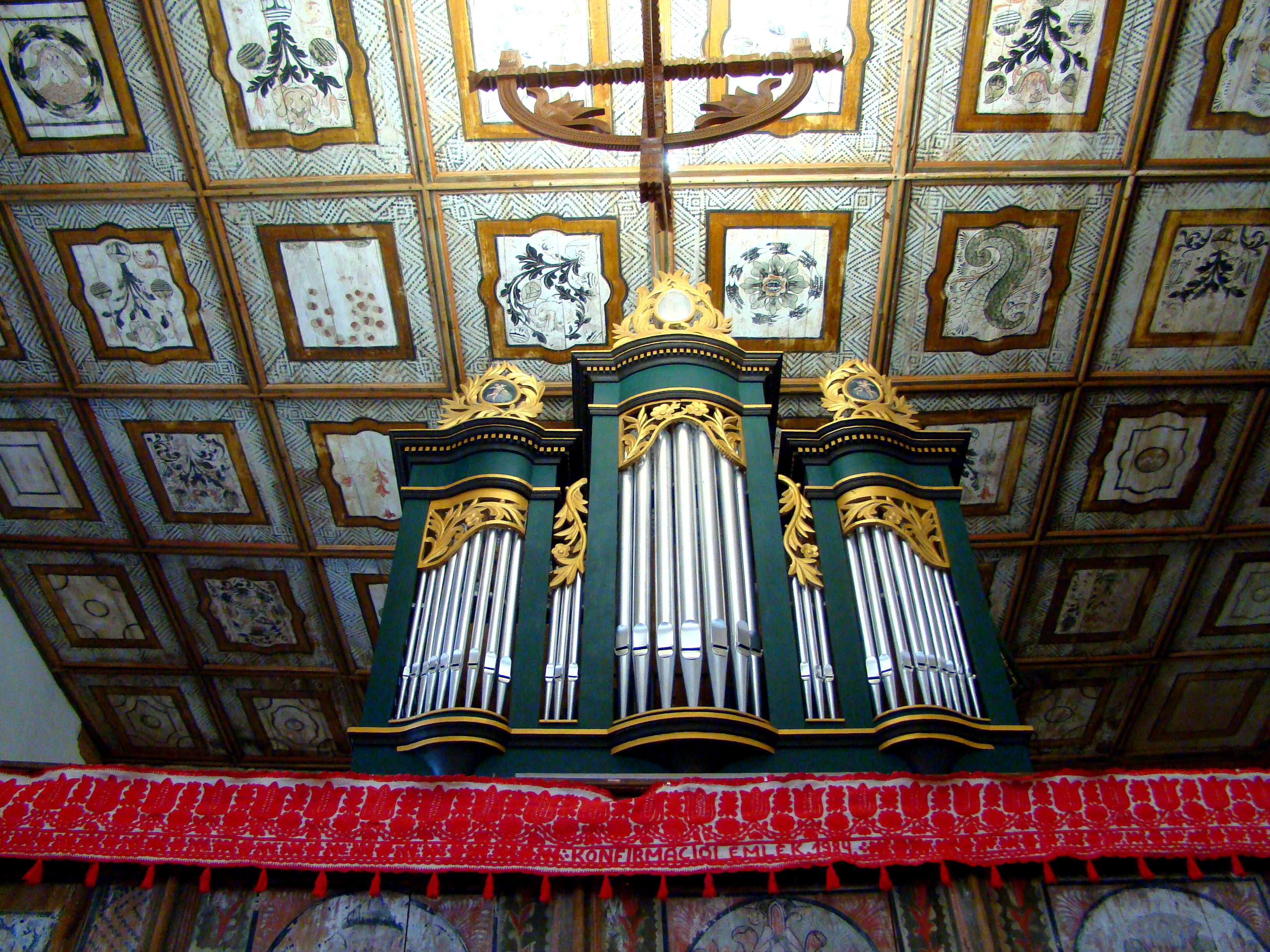
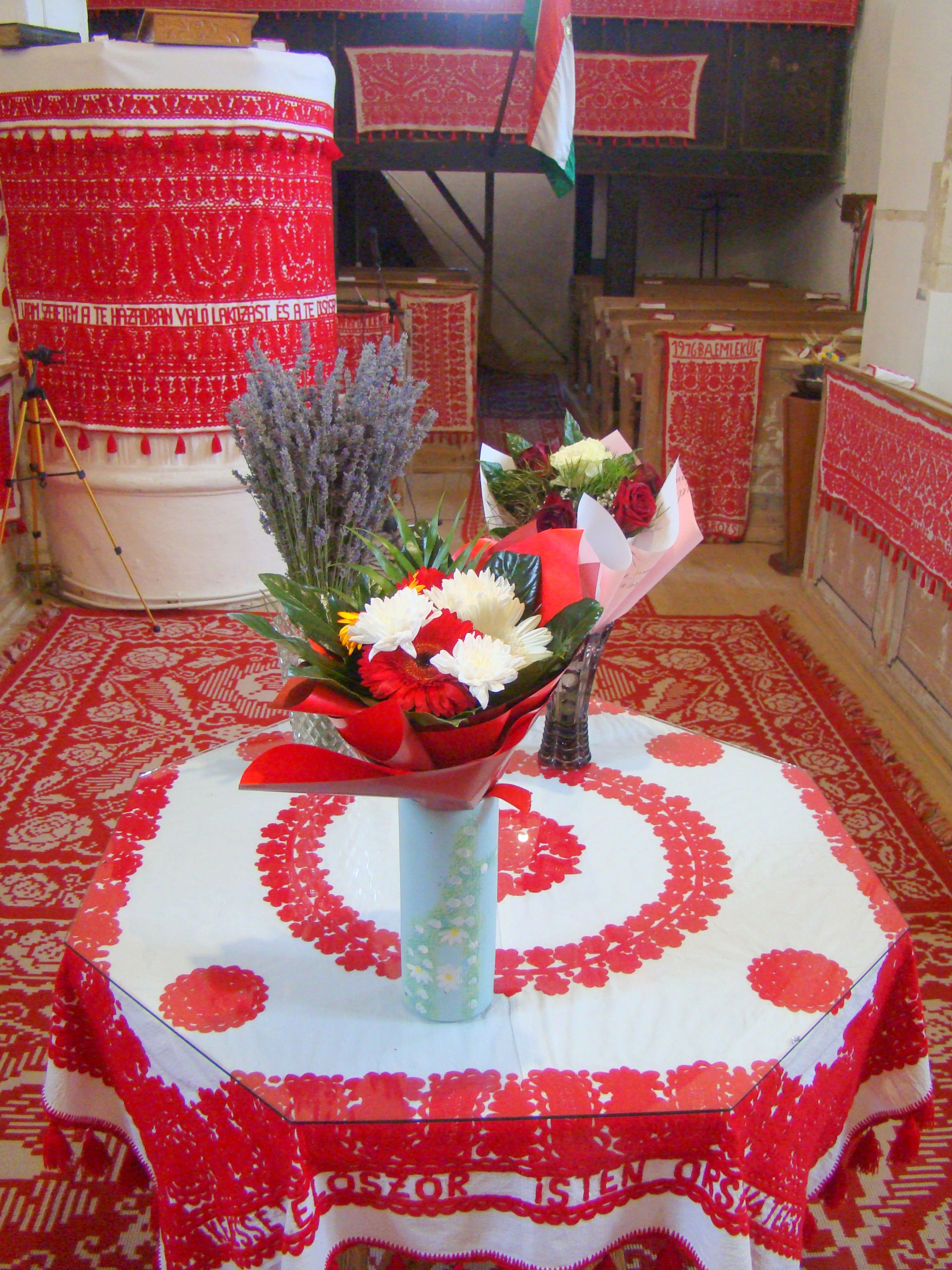
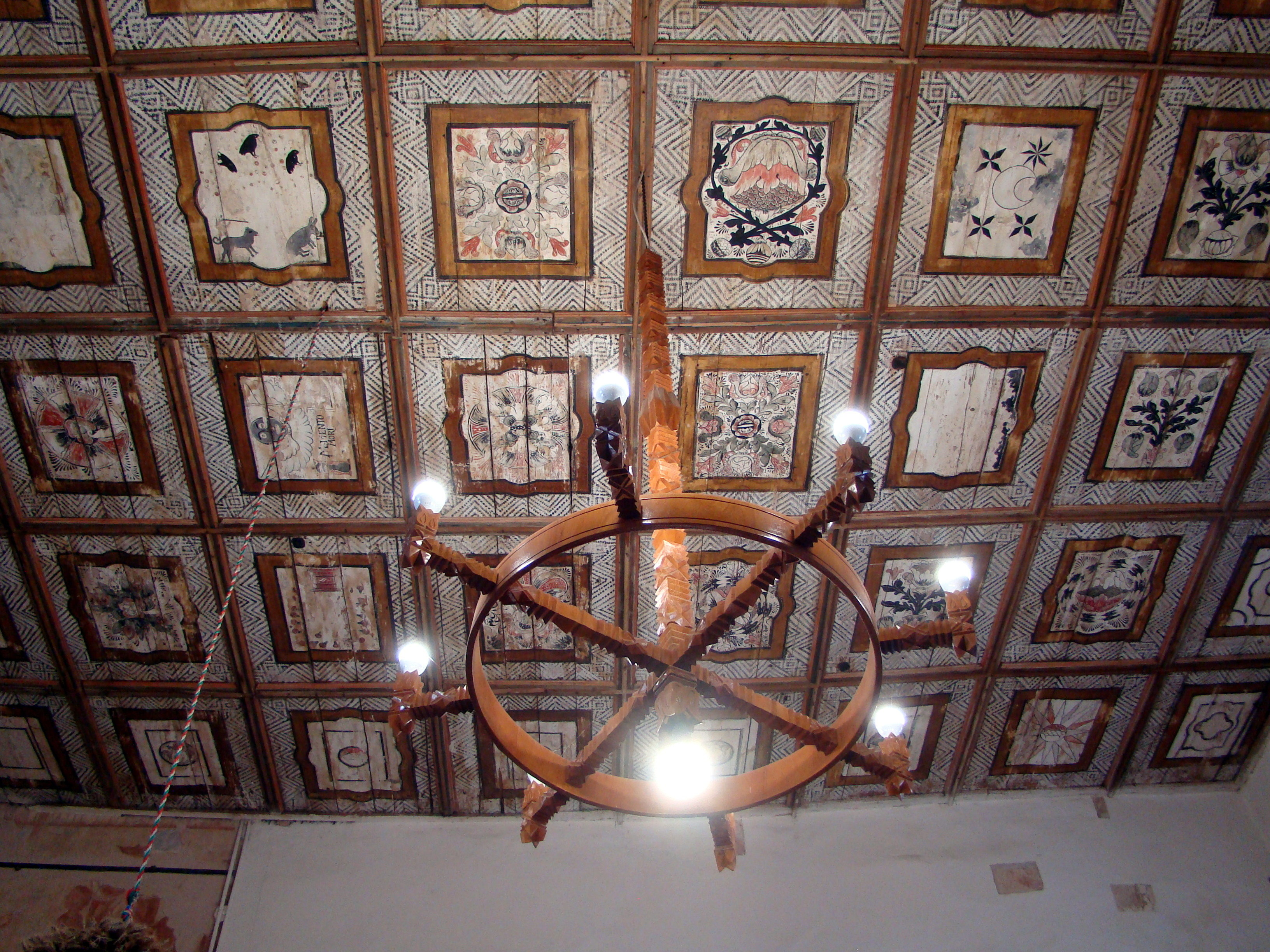
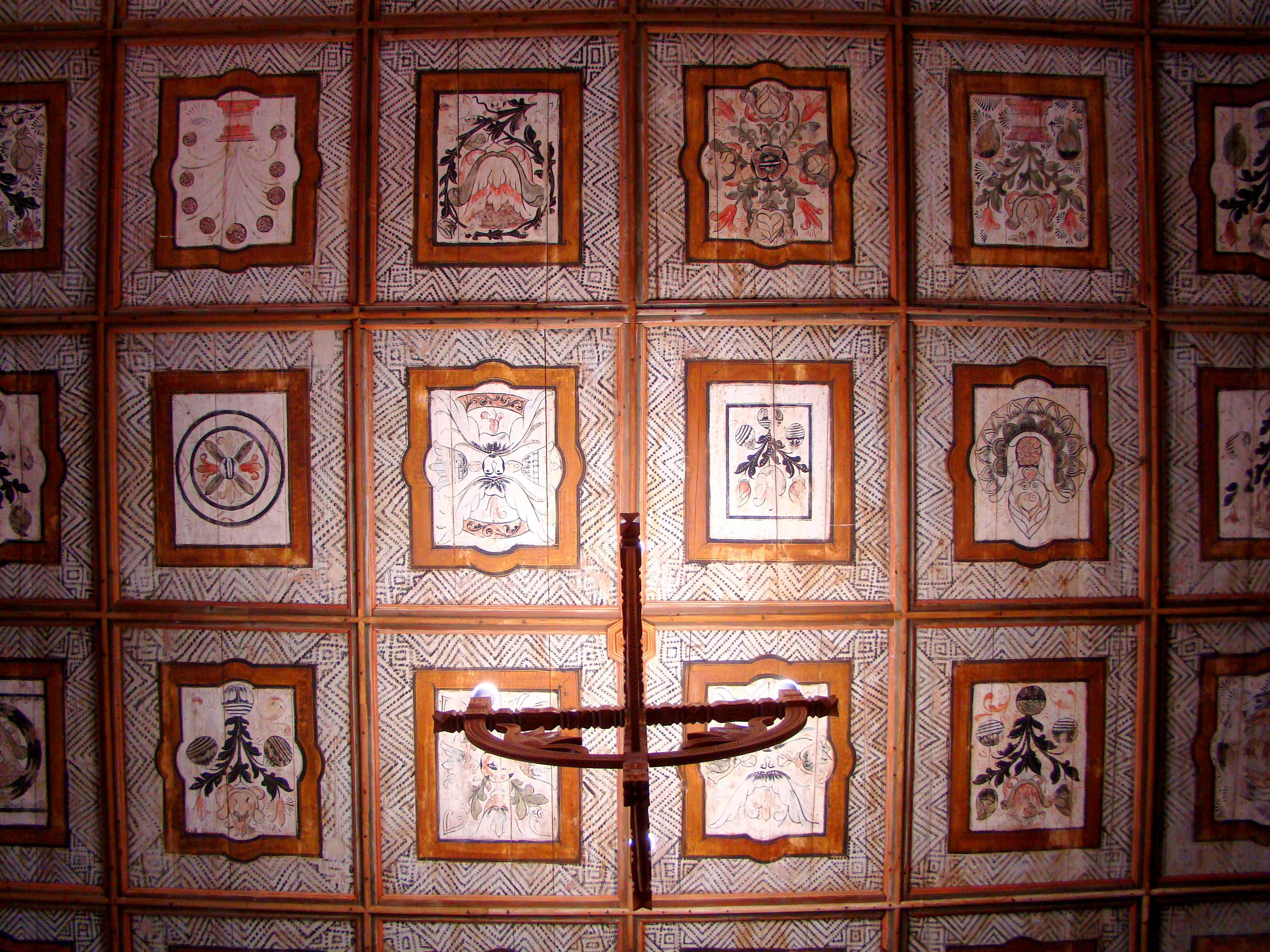
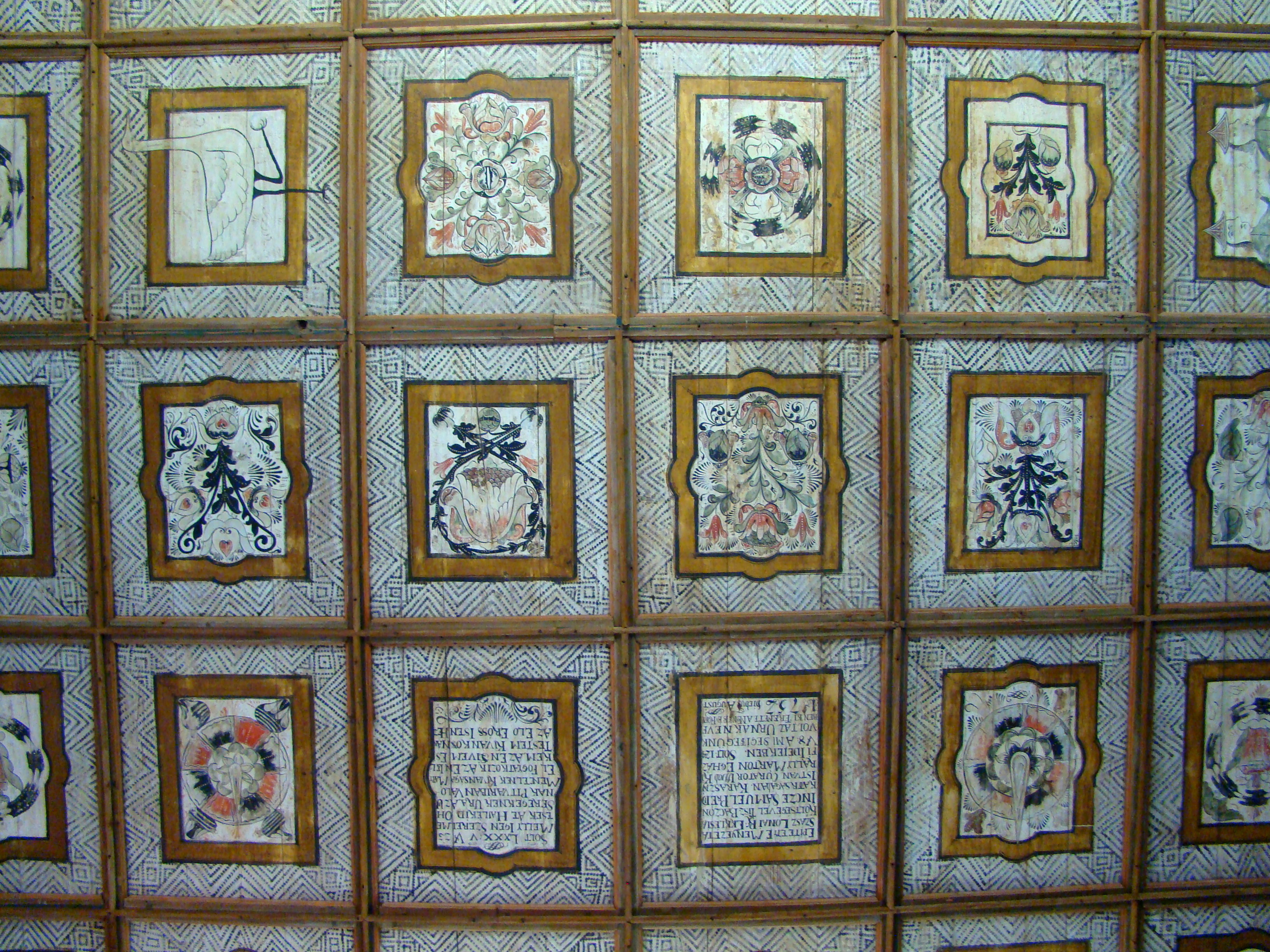
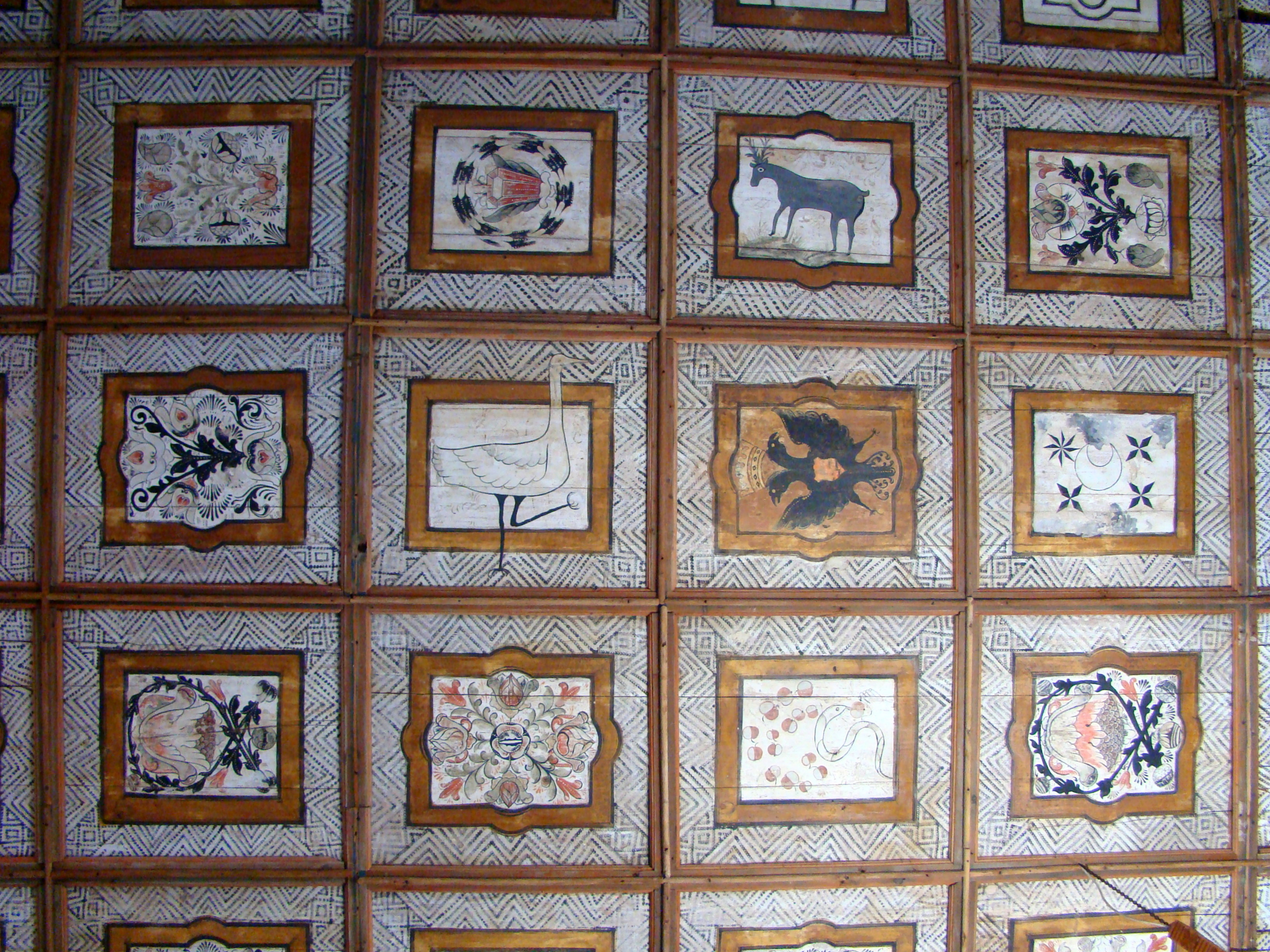
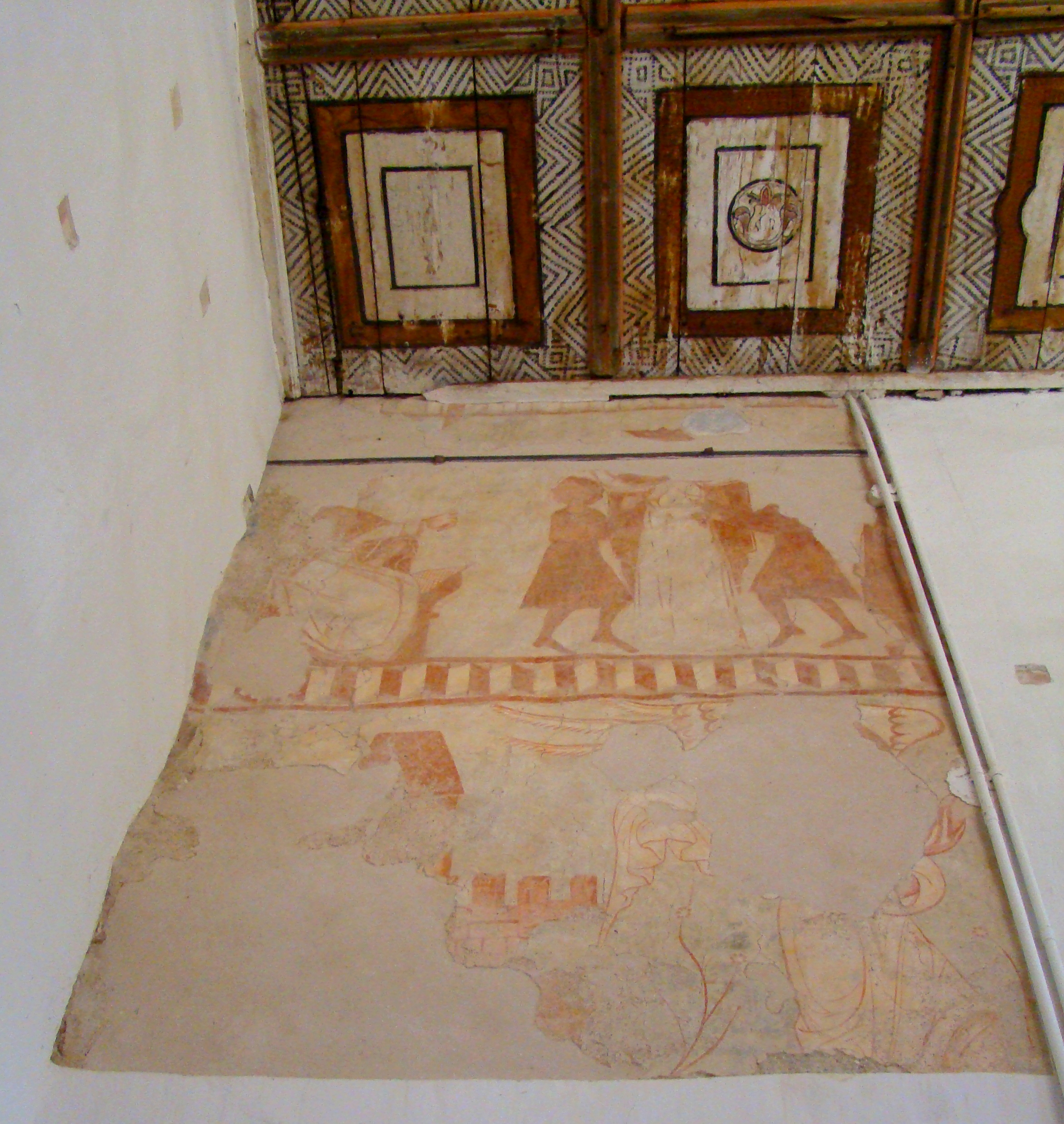
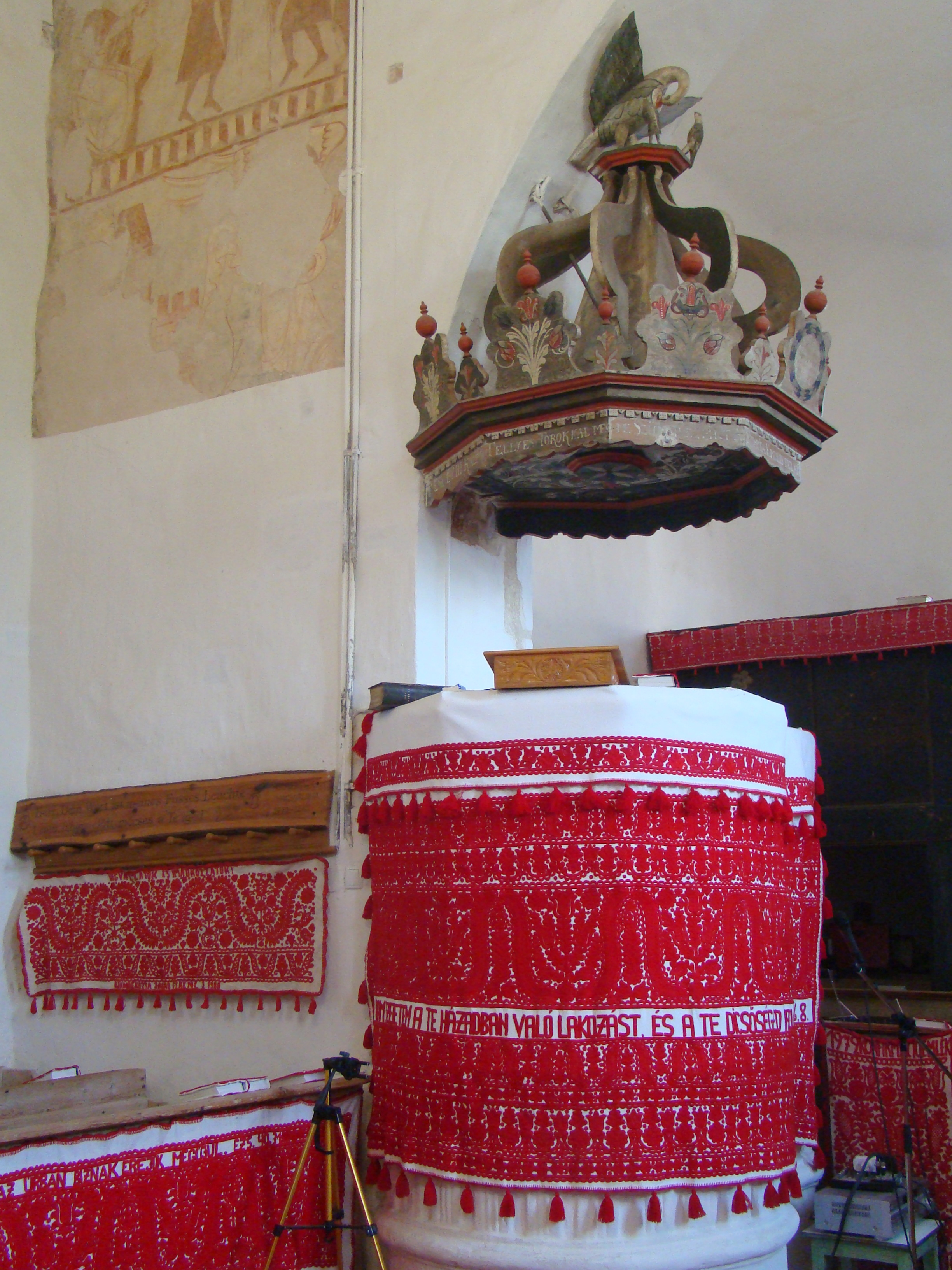
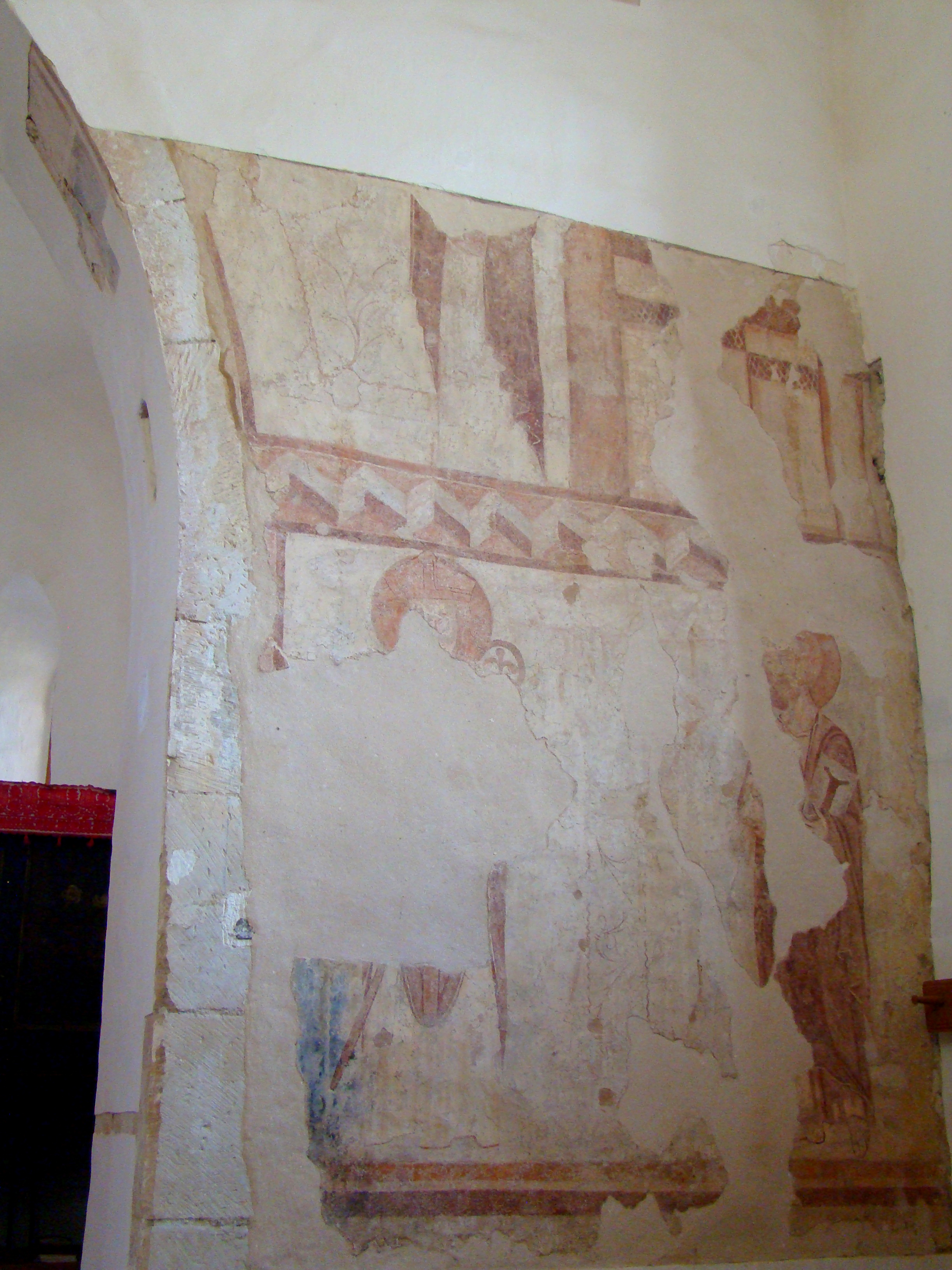
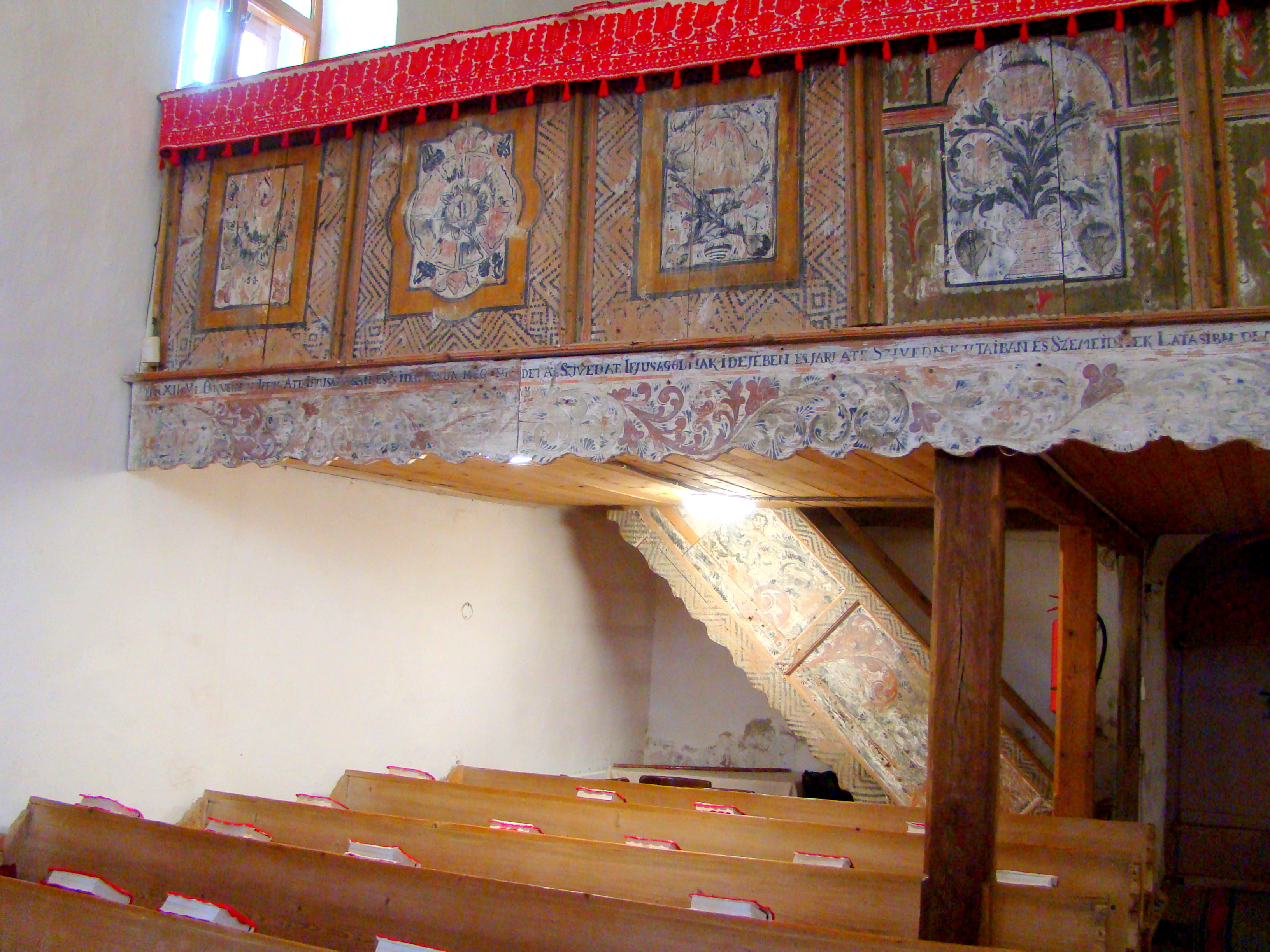
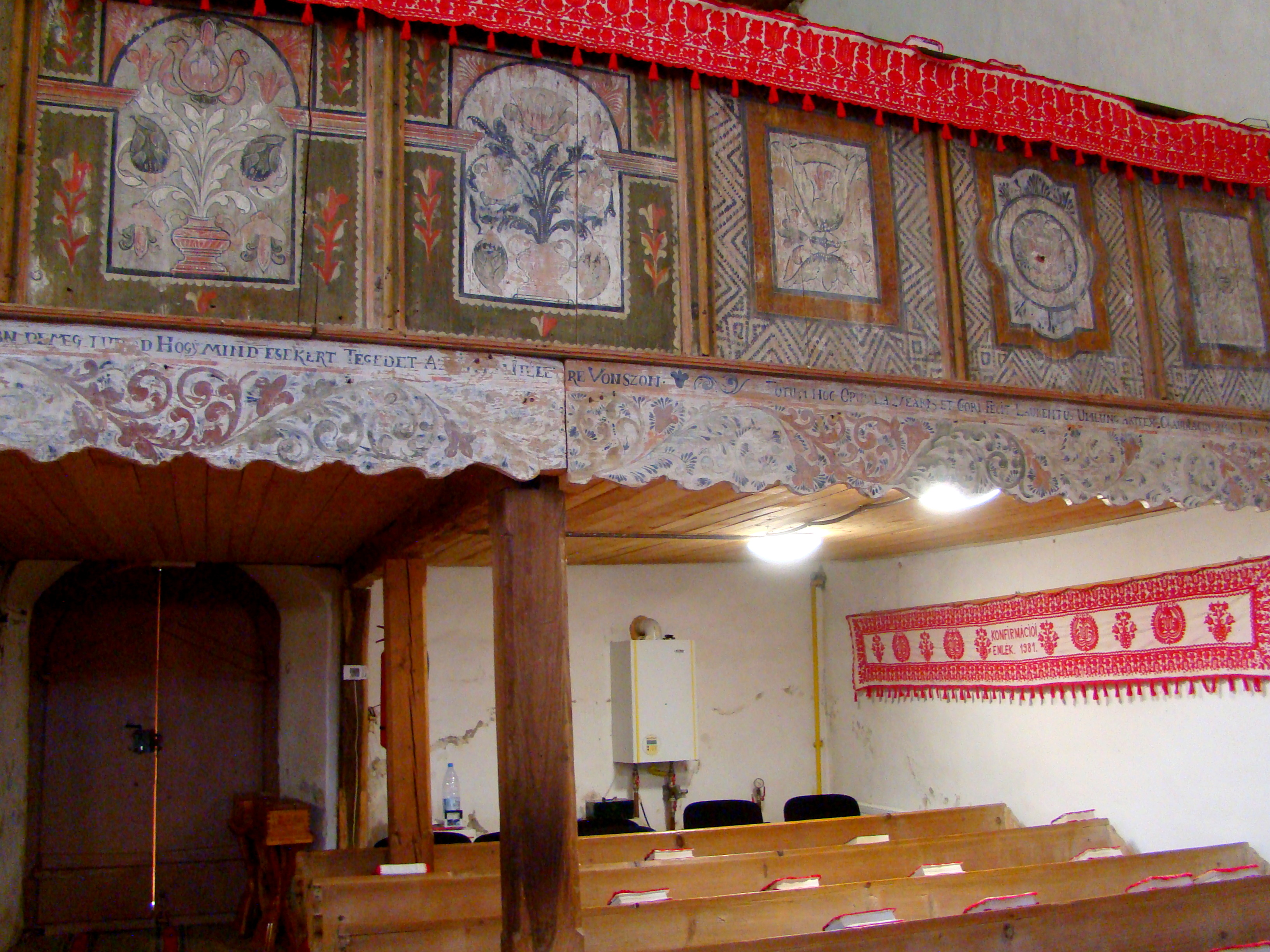
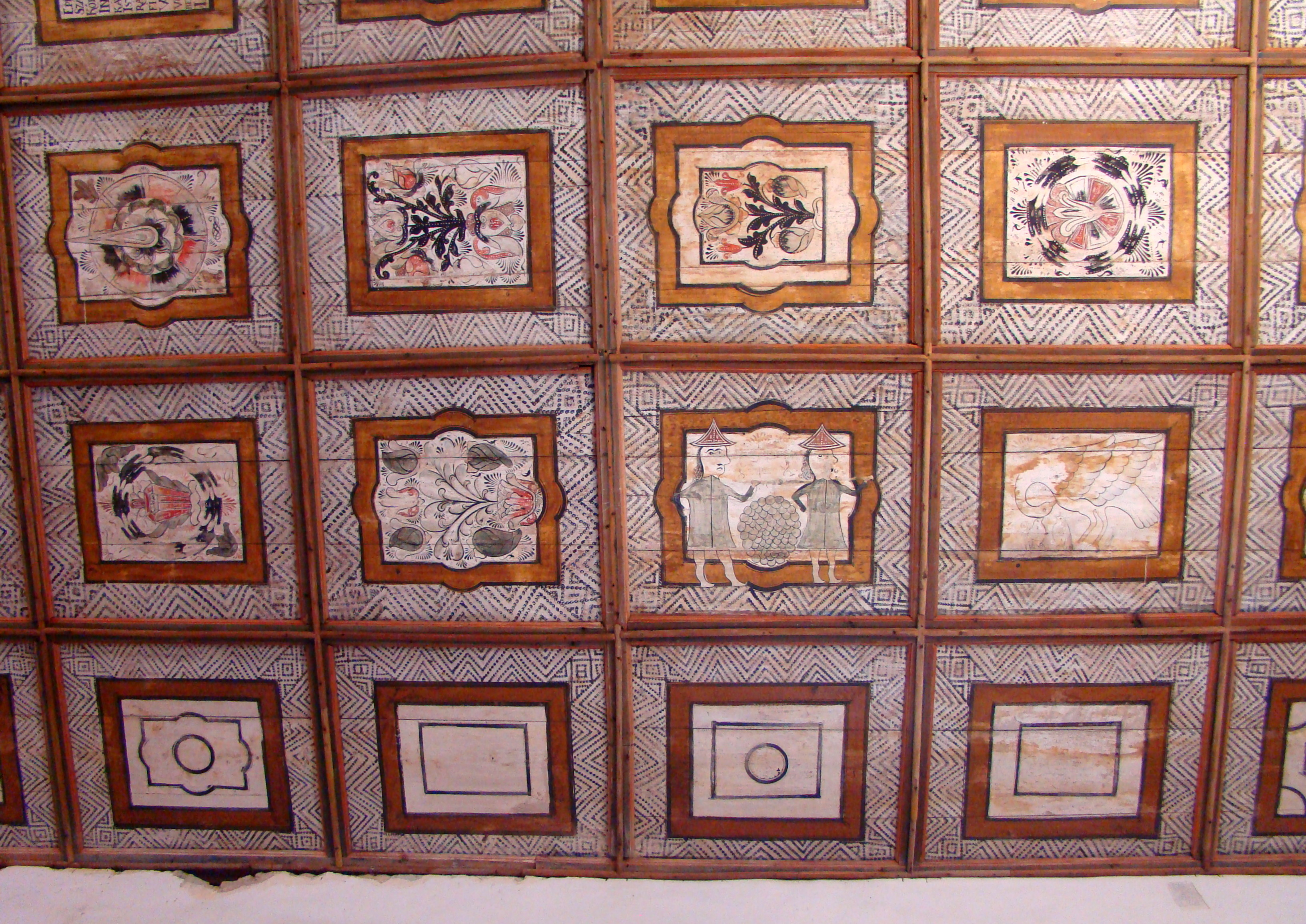
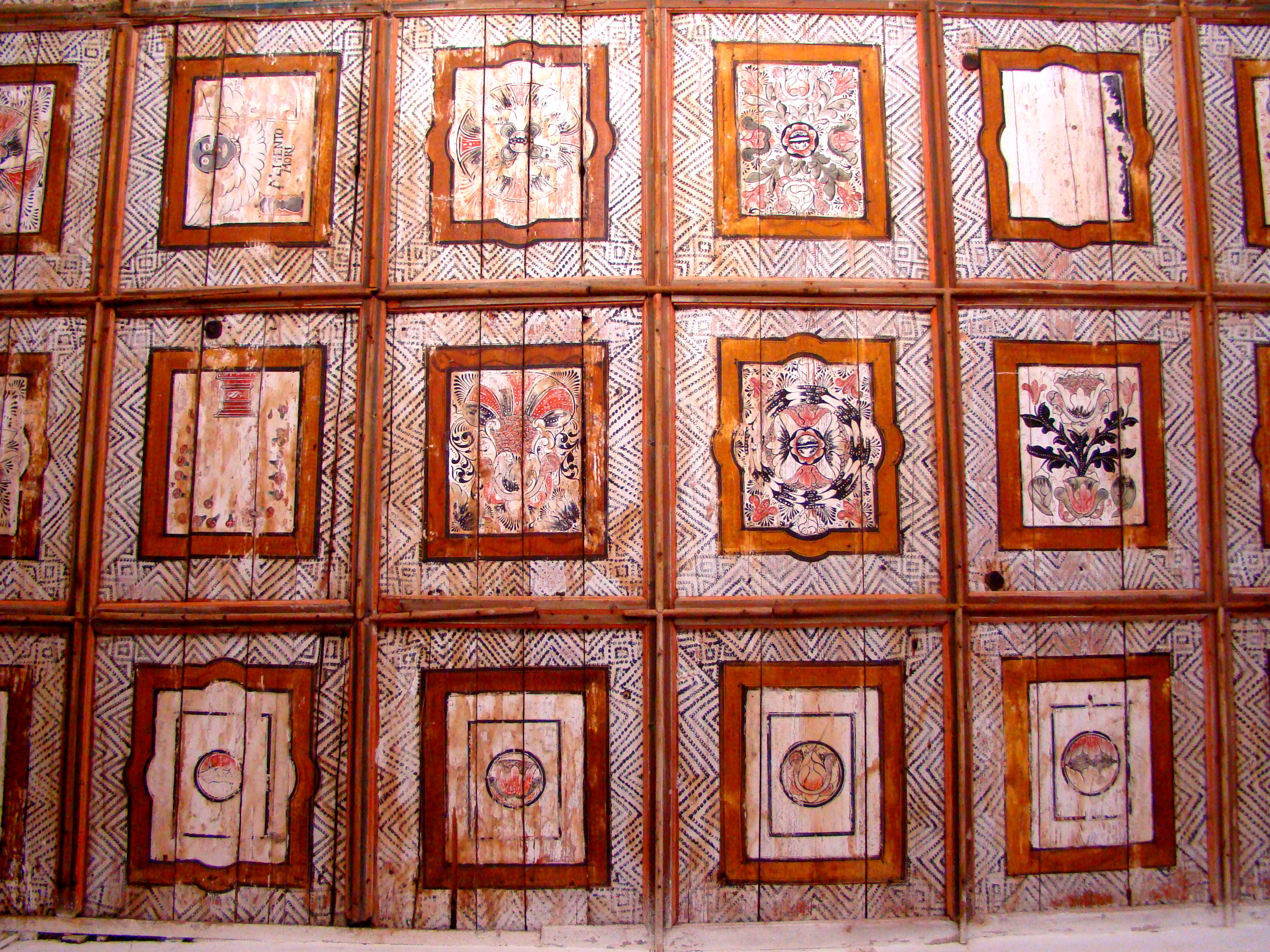
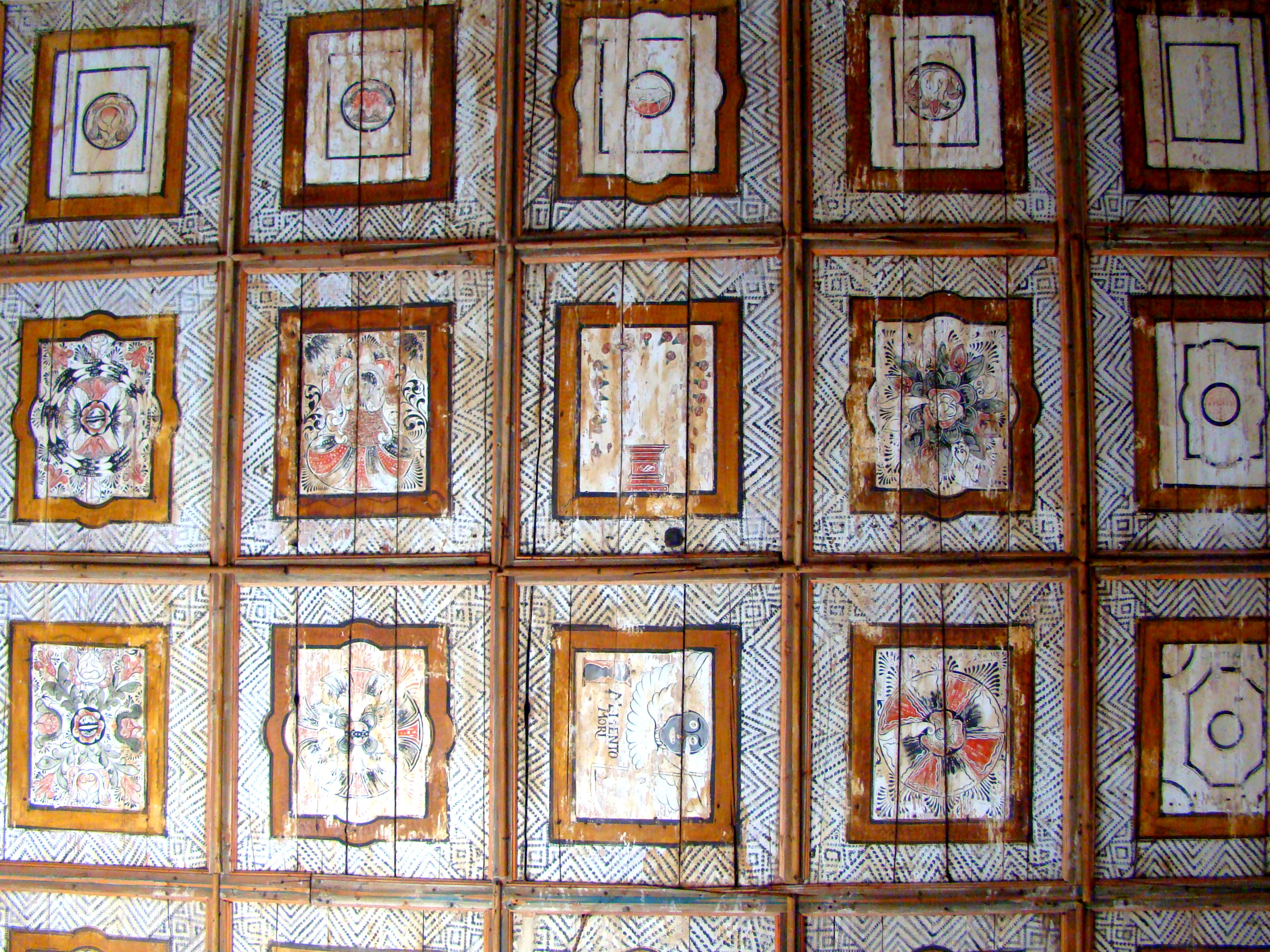
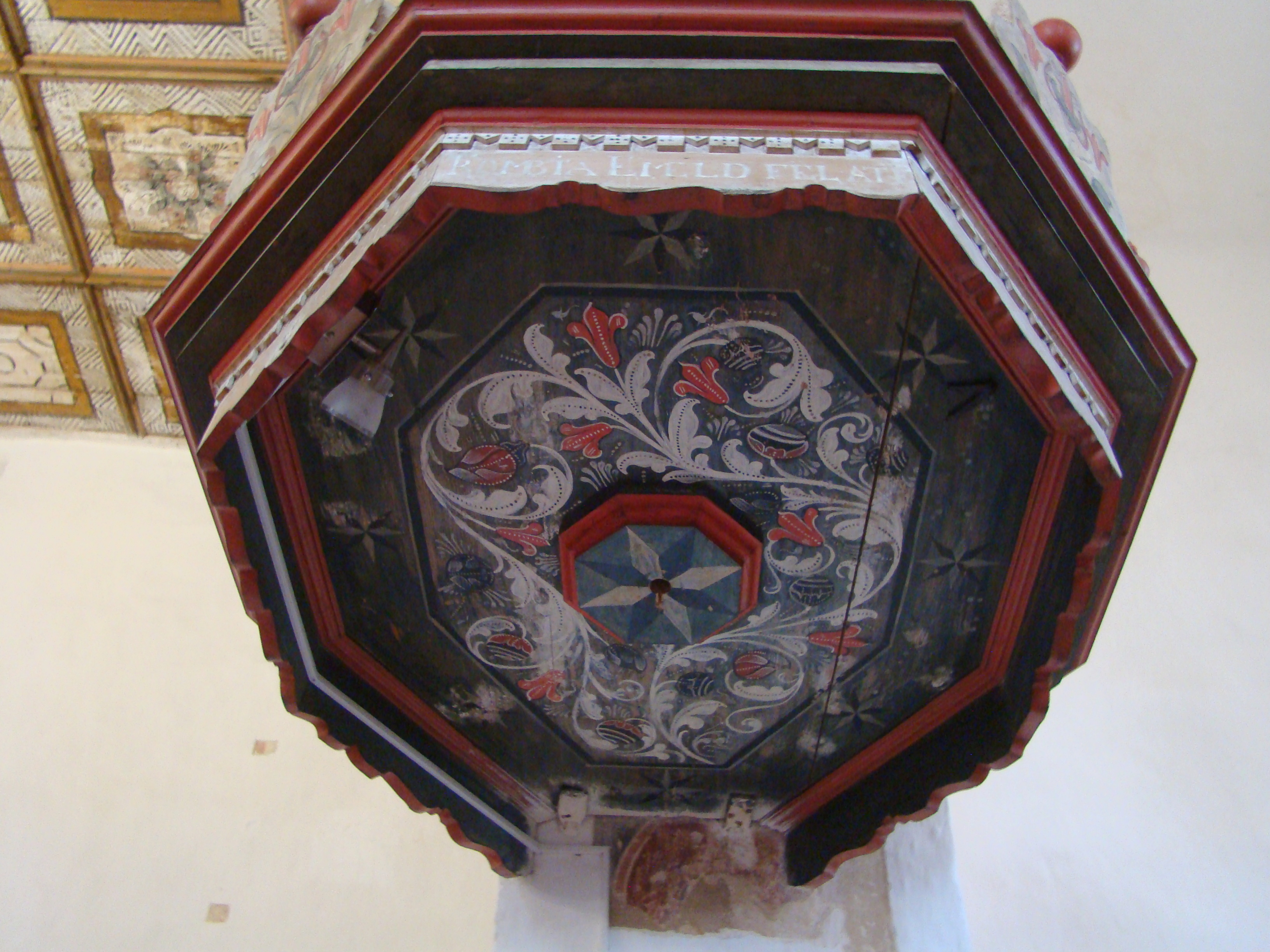
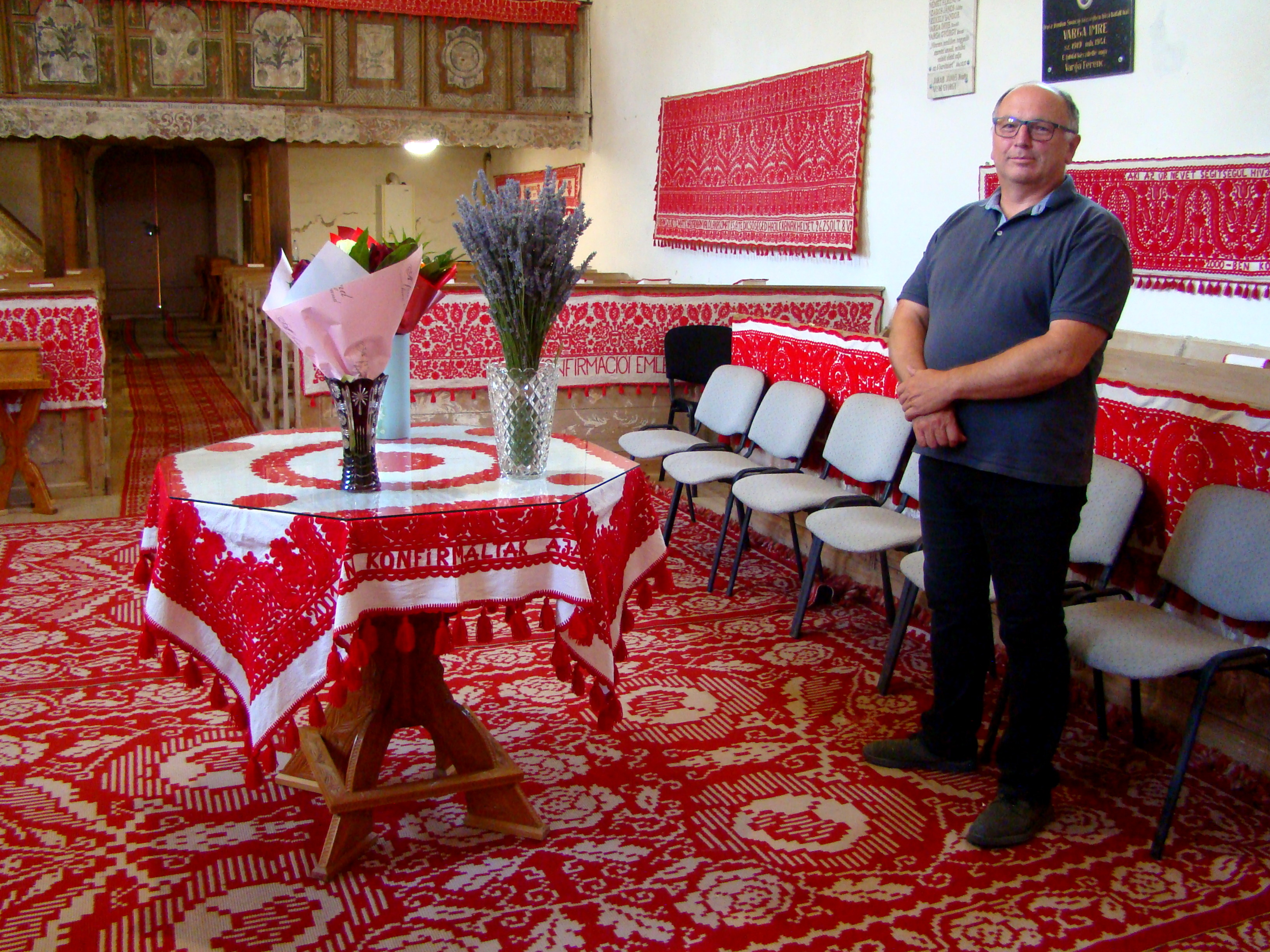
Pastorul reformat din Luna de Sus: Máté János
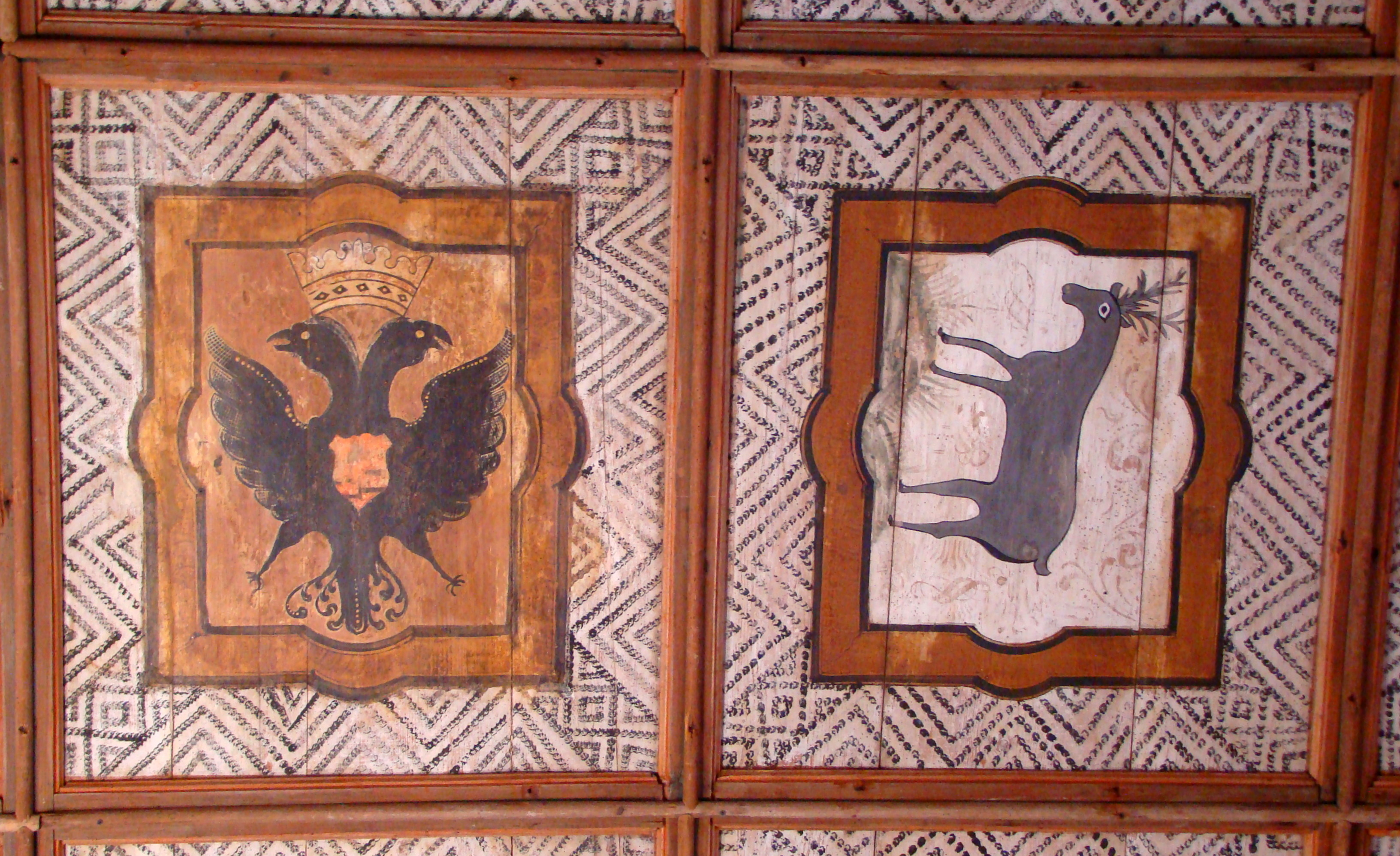
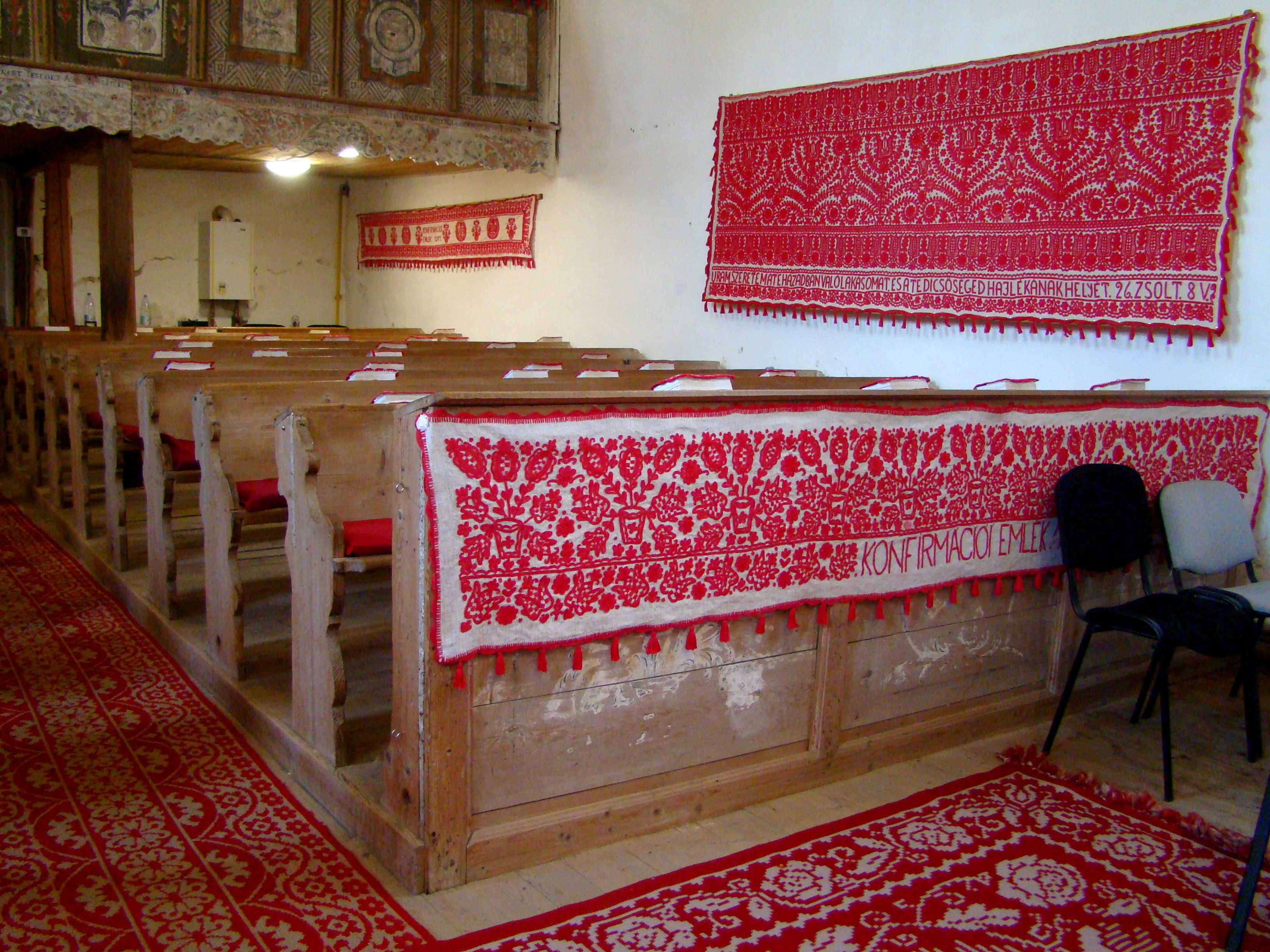
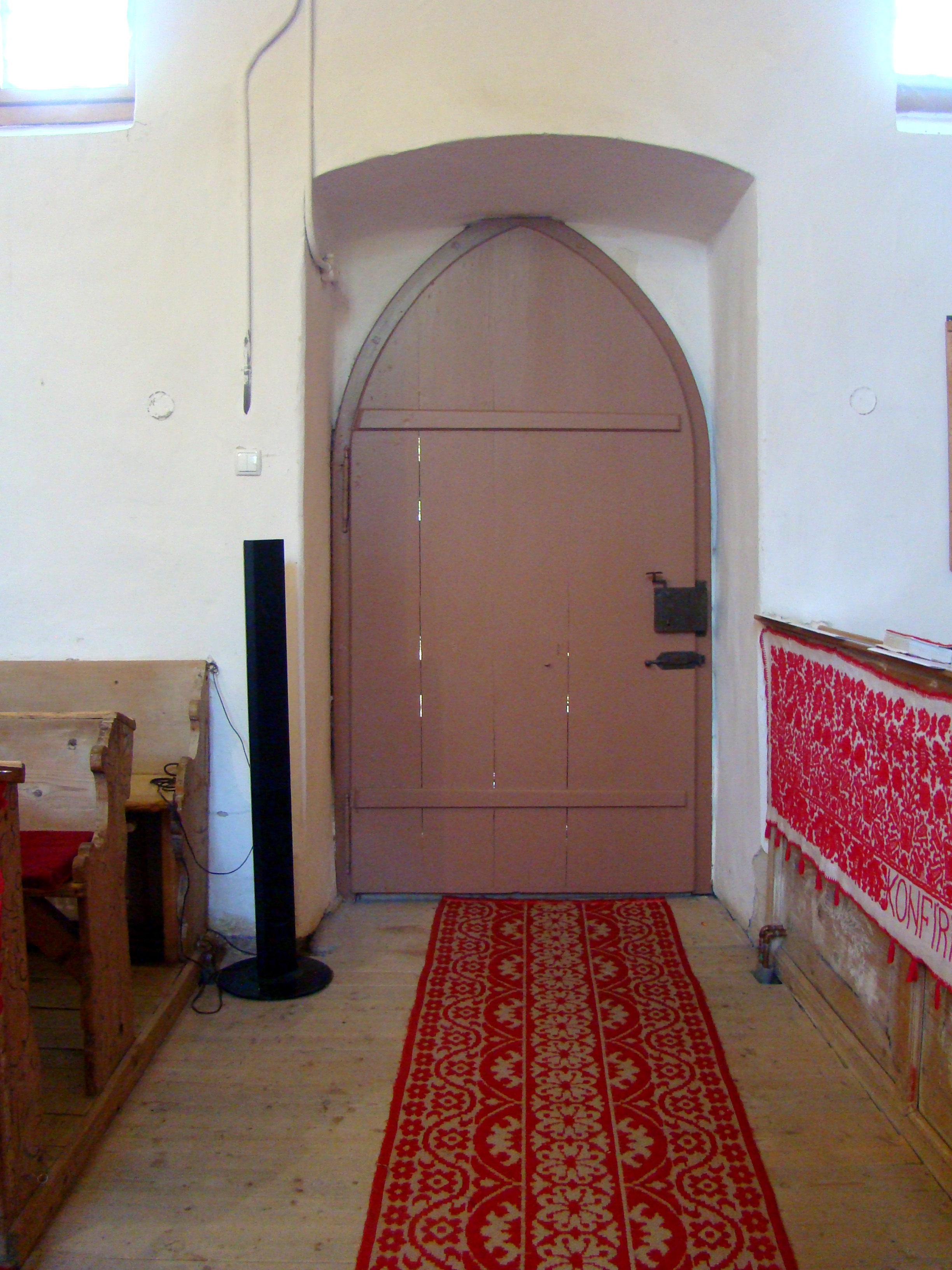